# طبیعت

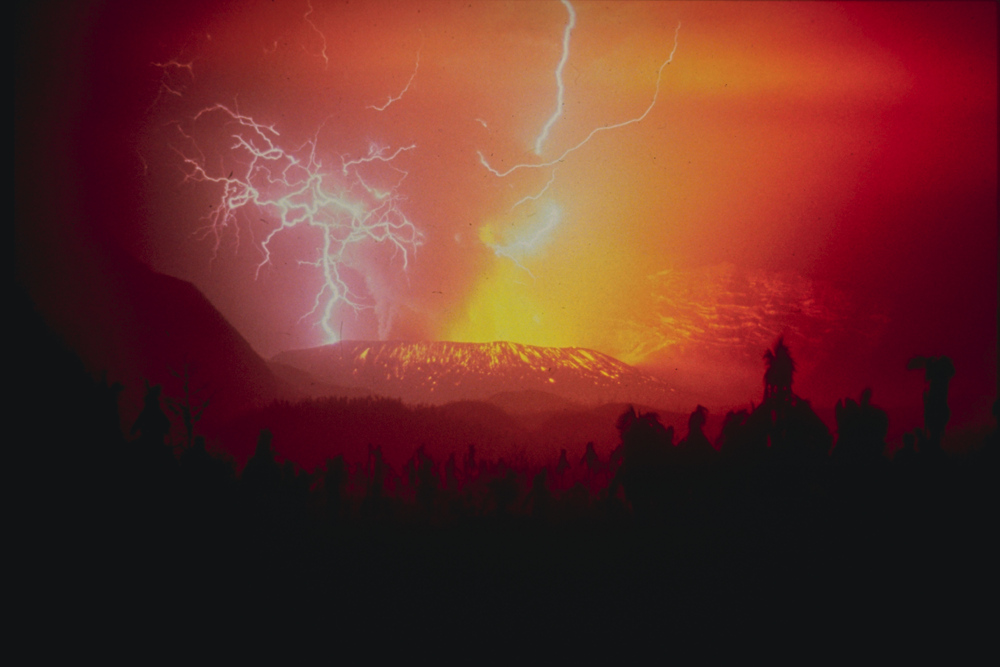
آذرخش در هنگام فوران آتشفشان گالونگ‌گونگ در جاوه غربی در ۱۹۸۲

طبیعت یا زاستار، به معنای گسترده آن، جهان طبیعی، فیزیکی و مادی یا گیتی می‌باشد. «طبیعت» می‌تواند به پدیده‌های جهان فیزیکی و به‌طور کلی به زندگی اشاره کند. مطالعه طبیعت، بخش بزرگی اگر نه تنها قسمتی از علم است. اگر چه انسان بخشی از طبیعت است، اما فعالیت بیشتر به عنوان مقوله‌ای جدا از دیگر پدیده‌های طبیعی فهمیده می‌شود.
در زبان پارسی برای واژه طبیعت، واژهٔ «زاستار» وجود دارد و با واژهٔ زادن مرتبط است. کلمه طبیعت در زبان انگلیسی از واژه فرانسوی باستان گرفته شده و از واژه لاتین natura یا «ویژگی‌های اساسی، ذاتی» گرفته شده است و در دوران باستان به معنای واقعی کلمه «تولد» بوده است. در فلسفه باستان، از natura بیشتر به عنوان ترجمه لاتین واژه یونانی Physis (φύσις) استفاده می‌شد که در اصل مربوط به خصوصیات ذاتی است که گیاهان، جانوران و سایر ویژگی‌های جهان به خودی خود ایجاد می‌کنند. مفهوم طبیعت به عنوان یک کل، جهان فیزیکی، یکی از چندین گسترش مفهوم اصلی است.
این مفهوم با برخی کاربردهای اصلی کلمه φύσις توسط فلاسفه پیش سقراطی آغاز شد (اگرچه این کلمه بعد پویایی داشت، مخصوصاً برای هراکلیتوس) و از آن زمان به‌طور مداوم ارز کسب کرده است. در طی ظهور روش علمی مدرن در چند قرن اخیر، طبیعت به واقعیتی منفعل مبدل شد و توسط قوانین الهی سازماندهی و حرکت کرد. با انقلاب صنعتی، طبیعت به‌طور فزاینده‌ای به عنوان بخشی از واقعیتِ محروم از مداخله عمدی دیده شد:
از این رو توسط برخی سنت‌ها (روسو، تعالی‌گرایی آمریکایی) یا یک تزئین صرفاً برای عنایت الهی یا تاریخ بشریت، مقدس شناخته می‌شد (هگل، مارکس). با این حال، یک دیدگاه حیاتی گرایانه از طبیعت، نزدیکتر به دیدگاه دوران پیش سقراطی، همزمان متولد شد، خصوصاً پس از چارلز داروین.
امروزه در کاربردهای مختلف این کلمه، «طبیعت» اغلب به زمین‌شناسی و حیات وحش اشاره دارد. طبیعت می‌تواند به قلمرو عمومی گیاهان و جانوران زنده رجوع کند و در بعضی موارد به فرآیندهای مرتبط با اشیا بی جان، روشی که انواع خاصی از چیزها وجود دارد، و خود به خود تغییر می‌کنند، مانند آب و هوا و زمین‌شناسی زمین، اشاره کند. بیشتر به معنای «محیط طبیعی» یا بیابان، جانوران وحشی، سنگ‌ها، جنگل و به‌طور کلی مواردی است که با دخالت انسان تغییر اساسی نکرده یا برخلاف مداخله انسان ادامه دارد. به عنوان مثال، اشیا ساخته‌شده و تعامل انسان به‌طور کلی بخشی از طبیعت در نظر گرفته نمی‌شود، مگر اینکه واجد شرایط باشد مانند «طبیعت انسان» یا «تمامی طبیعت».
این مفهوم سنتی تر از چیزهای طبیعی که امروزه نیز می‌توان یافت، دلالت دارد از تمایز بین امر طبیعی و مصنوعی، در حالی که مصنوعی به معنای آن است که توسط آگاهی انسان یا ذهن انسان به‌وجود آمده است. بسته به زمینه خاص، اصطلاح «طبیعی» نیز ممکن است از غیرطبیعی یا فراطبیعی به کار گرفته شود.

## زمین

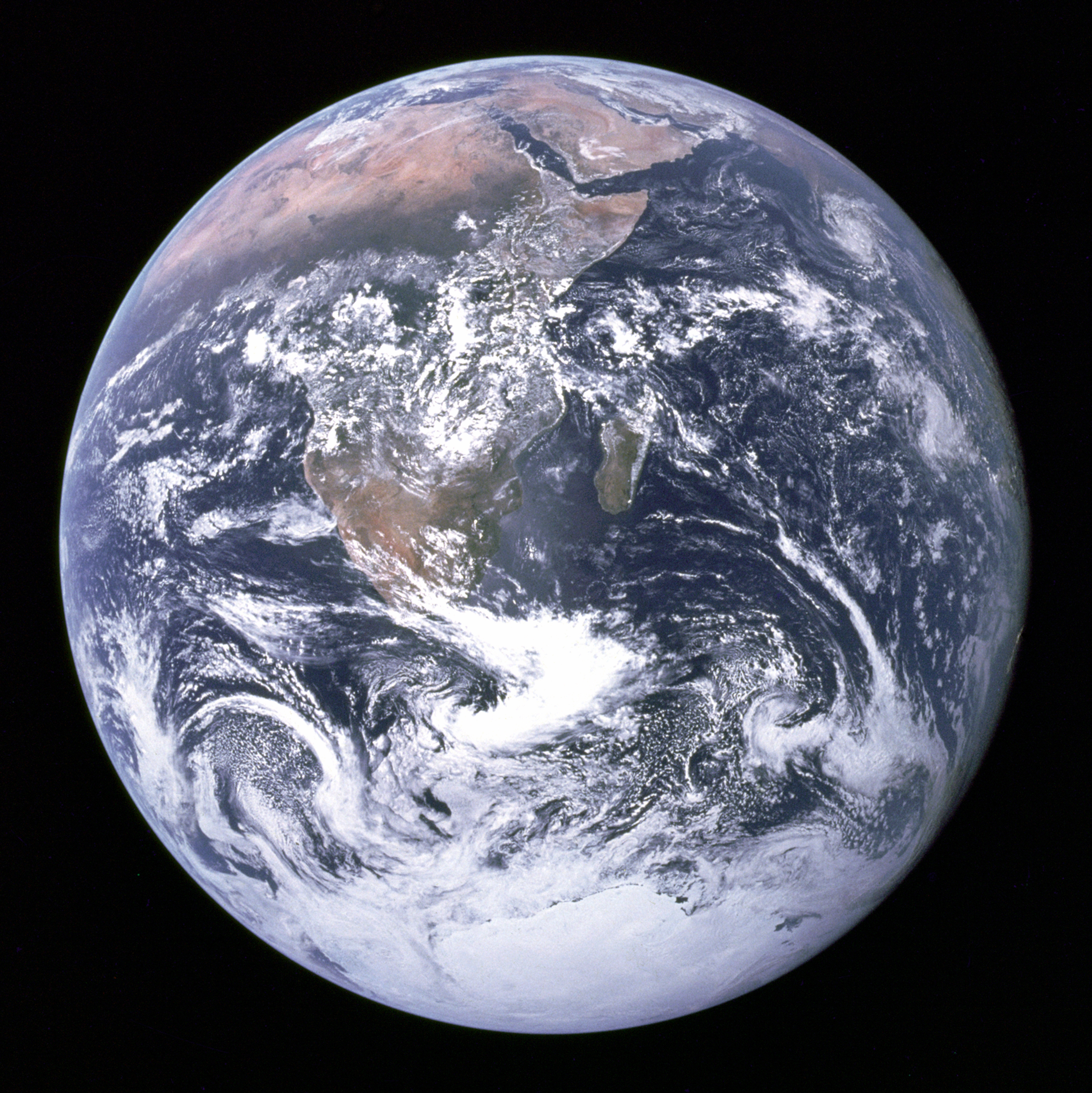
منظرهٔ زمین، گرفته شده در سال ۱۹۷۲ به وسیلهٔ فضانورد آپولو ۱۷. این تصویر تا به امروز تنها عکس در نوع خود است، که نیم‌کرهٔ روشن زمین را نمایش می‌دهد.

زمین تنها سیارهٔ دارای حیاتی است که تاکنون می‌شناسیم، و ویژگی‌های طبیعی آن، موضوع بسیاری از عرصه‌های تحقیقات است. در منظومهٔ شمسی سومین سیارهٔ نزدیک به خورشید، بزرگ‌ترین سیارهٔ زمین سان و در کل پنجمین سیارهٔ بزرگ این منظومه است. برجسته‌ترین ویژگی‌های آب‌وهوایی زمین، دو منطقهٔ قطبی آنند، دو منطقهٔ معتدل نسبتاً باریک، و یک منطقهٔ گرمسیری استوایی تا نیمه‌گرمسیری.
میزان بارندگی با توجه به موقعیت، به‌طور چشمگیری متنوع است و این تفاوت می‌تواند از چند متر باران تا تنها کمتر از یک میلی‌متر بارندگی در سال باشد. ۷۱ درصد سطح زمین با اقیانوس‌های آب شور پوشیده شده است. سطح باقی‌مانده، شامل قاره‌ها و جزایر است و بیشترین مناطق مسکونی، در نیم‌کره شمالی قرار دارد.
زمین به وسیلهٔ فرایندهای زمین‌شناسی و زیستی، تکامل یافته است که رد پایشان بر روی شرایط فعلی به جای مانده است. پوسته زمین به چند صفحهٔ بشقابی در حال حرکت تقسیم می‌شود. داخل آن، با لایهٔ نازکی از گوشته پلاستیکی و یک هستهٔ آهنی که میدان مغناطیسی زمین را تولید می‌کند، فعال می‌ماند.
شرایط جوی با وجود اشکال مختلف زندگی، از شرایط اصلی فاصله گرفته است، و یک تعادل زیست‌محیطی به وجود آورده که شرایط سطح زمین را تثبیت می‌کند. با وجود تغییرات اقلیمی گسترده در آب‌وهوا، با توجه به عرض جغرافیایی و سایر عوامل جغرافیایی، میانگین آب‌وهوای جهانی در بازهٔ زمانی بین دو عصر یخبندان، تقریباً پایدار است و تنها یک یا دو درجه اختلاف دما، به‌طور تاریخی، تأثیر شگرفی بر تعادل زیست‌محیطی و جغرافیای فعلی زمین داشته است.

### زمین‌شناسی

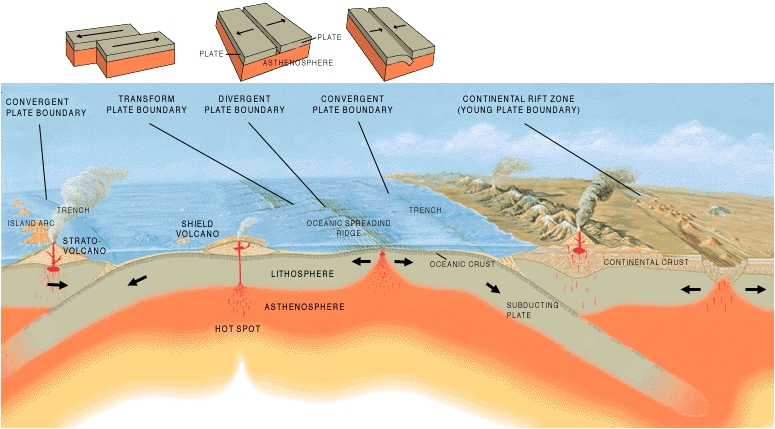
سه نوع از مرزهای زمین‌ساخت بشقابی جغرافیایی.

زمین‌شناسی، عبارتست از علم و مطالعهٔ مواد جامد و مایعی که زمین را شکل می‌دهند. رشتهٔ زمین‌شناسی مطالعهٔ ترکیب، ساختار، خواص فیزیکی، دینامیک و تاریخچهٔ مواد زمین و فرایندی که آن‌ها را شکل داده، جابجا کرده و تغیر داده است، می‌باشد. این رشته یک نظام دانشگاهی بزرگ است و همچنین برای استخراج مواد معدنی و نفتی، آگاهی از خطرات طبیعی و کاهش آن‌ها، برخی رشته‌های مهندسی ژئوتکنیک، و درک محیط زیست و آب‌وهوای گذشته مهم است.

#### تکامل زمین‌شناسی
زمین‌شناسی یک منطقه با گذر زمان و زمانی که واحدهای سنگی ساییده و خرد می‌شوند و فرایندهای تغییر فرم دهنده، شکل و موقعیت آن‌ها را دگرگون می‌سازند، تکامل می‌یابد.
واحدهای سنگی در ابتدا با رسوب‌گذاری بر روی سطح ایجاد می‌شوند. رسوب‌گذاری زمانی اتفاق می‌افتد که رسوب‌ها بر روی سطح زمین جاری شوند و بر اثر فشار به سنگ رسوبی تبدیل شوند یا زمانی که مواد آتشفشانی مانند خاکستر آتشفشانی یا گدازه جریان پیدا کنند، و سطح را بپوشانند. توده‌های نفوذی آذرین مانند ژرف‌سنگ، لاکولیث، دایک و آذرین‌لایه سنگ‌ها را از بالا به پایین فشار می‌دهند.
پس از رسوب‌گذاری اولیه، واحدهای سنگی می‌توانند تغییر شکل دهند یا دگرگون شوند. حرکت‌های افقی دور شونده، نزدیک شونده و کنار هم در گسل‌ها اتفاق می‌افتد. این سیستم‌های ساختاری به‌طور گسترده‌ای به مرزهای همگرا، مرزهای واگرا و مرزهای دگرگون بین صفحات بشقابی بستگی دارند.

### چشم‌انداز تاریخی

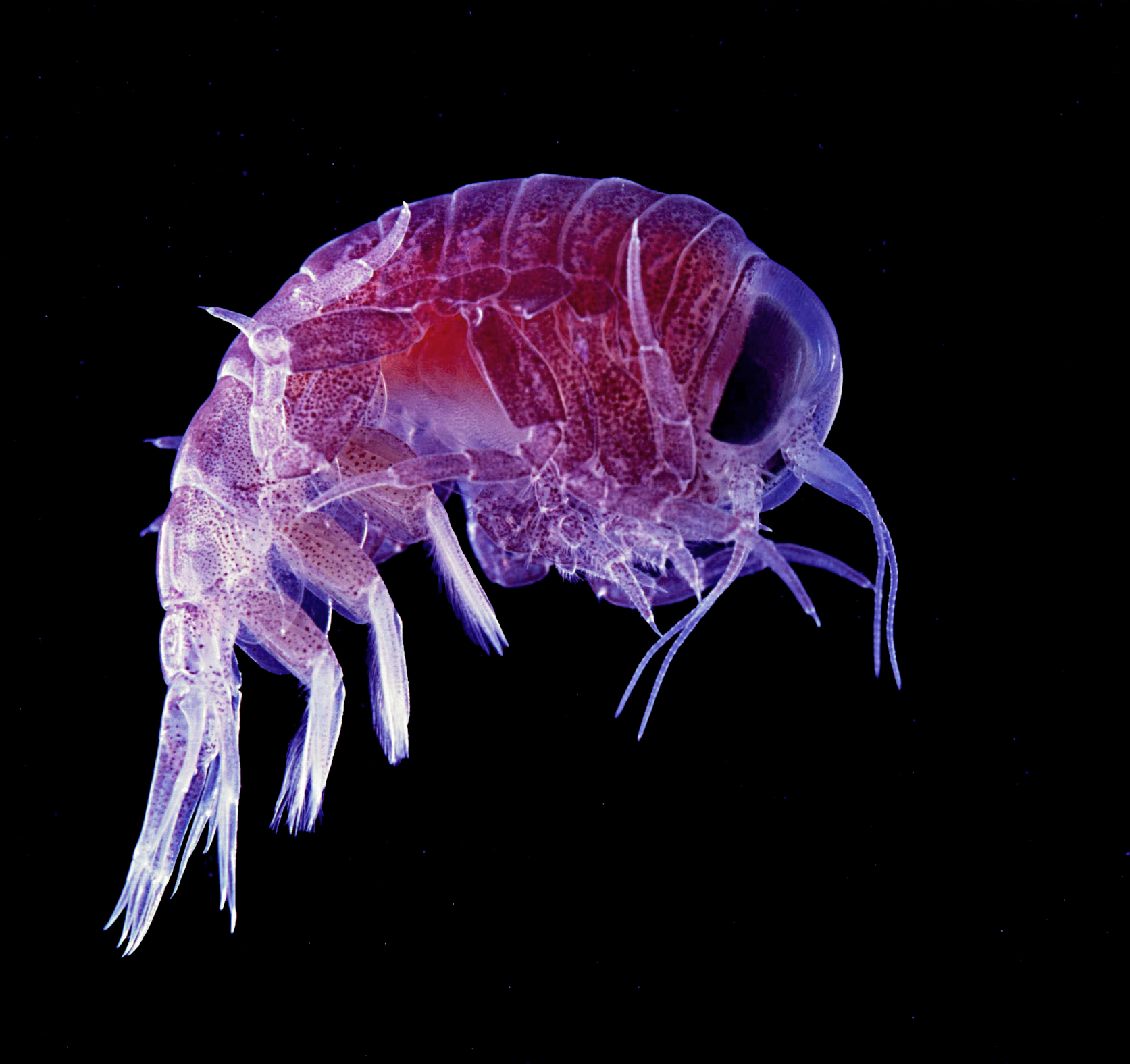
پلانکتون‌ها در اقیانوس‌ها، دریاها و دریاچه‌ها سکونت دارند، و برای حداقل ۲ میلیارد سال در شکل‌های مختلف وجود داشته‌اند.

این پویانمایی نشان دهندهٔ حرکت قاره‌ها از زمان جدایی پانگه‌آ تا زمان حاضر است.

زمین به‌طور تقریبی حدود ۴٫۵۴ میلیارد سال قبل، به همراه خورشید و سایر سیارات منظومهٔ شمسی تشکیل شد. ماه نیز حدوداً ۲۰ میلیون سال بعد به وجود آمد. لایه خارجی در ابتدا ذوب شده، بعدها خنک شد و سبب به وجود آمدن پوسته جامد گردید. گازهای خارج شده بر اثر فعالیت‌های آتشفشانی اتمسفر بسیار کهن را به وجود آورد. تجمع بخار آب، که اکثر یا تمام آن به وسیله یخ انتقال یافته به زمین توسط ستاره‌های دنباله‌دار تأمین شده بود، اقیانوس‌ها را به وجود آورد. برخی معتقدند که فعالیت شیمیایی بسیار پر انرژی سبب خود تکثیری مولکول‌ها در ۴ میلیارد سال قبل شد.
قاره‌ها شکل گرفتند، سپس شکستند و با از نوع شکل‌گیری سطح زمین با گذر صدها میلیون سال، ابرقاره را شکل دادند. حدوداً ۷۵۰ میلیون سال قبل، قدیمی‌ترین ابرقاره شناخته شده، رودینیا، شروع به تجزیه کرد. بعداً قاره‌ها از نوع ترکیب شدند و پانوتیا را شکل دادند که حدود ۵۴۰میلیون سال قبل تجزیه شد، سپس نهایتاً، پانجه‌آ ایجاد و حدود ۱۸۰ میلیون سال قبل تجزیه شد.
مدرک قابل توجهی وجود دارد که نشان می‌دهد یک فعالیت یخچالی شدید در عصر نئوپروتروزئیک بیشتر سیاره را زیر لایه‌ای از یخ پنهان کرد. نام این فرضیه «زمین گلوله برفی» است و به این دلیل جذاب است که قبل تر از انفجار کمبرین اتفاق افتاده است که مطابق آن ۵۳۰–۵۴۰ میلیون سال قبل شکل زندگی چند سلولی شروع به گسترش یافتن کرد.
از زمان انفجار کمبرین، پنج انقراض انبوه قابل شناسایی موجود است. آخرین انقراض انبوه حدوداً ۶۶ میلیون سال قبل اتفاق افتاد، زمانی که برخورد سنگ آسمانی، به احتمال زیاد سبب انقراض دایناسور‌های غیر پرنده و سایر خزندگان غول پیکر شد. اما حیوانات کوچک مانند پستانداران جان سالم به در بردند. در طول ۶۶ میلیون سال گذشته، زندگی پستانداری متنوع گشته است.
چند میلیون سال قبل، گونه‌ای از کپی آفریقایی قادر گشت که سرپا بایستد. ظهور متعاقب زندگی بشر، و توسعهٔ کشاورزی و تمدن به بشر اجازه داد تا زمین را سریع‌تر از تمام اشکال قبلی زندگی، تحت تأثیر قرار دهد، و طبیعت و مقدار سایر جانداران را همانند آب‌وهوای جهانی دگرگون سازد. با مقایسه، رویداد اکسایش بزرگ، که به وسیلهٔ گسترش جلبک‌ها در دورهٔ سیدریان تولید شد، به حدوداً ۳۰۰ میلیون سال زمان نیاز داشت تا به اوج خود برسد.
عصر حاضر در دسته‌ای از رویداد انقراض انبوه قرار گرفته است، رویداد انقراض هولوسن، سریع‌ترین رویداد ممکن. برخی‌ها، مانند ادوارد ویلسون از دانشگاه هاروارد پیش‌بینی می‌کنند که تخریب زیست‌کره توسط انسان می‌تواند در ۱۰۰ سال آینده، سبب انقراض نیمی از گونه‌ها شود. وسعت این انقراض، به وسیله زیست‌شناسان در حال تحقیق، بحث و اندازه‌گیریست.

## هواسپهر، آب‌وهوا و هوا

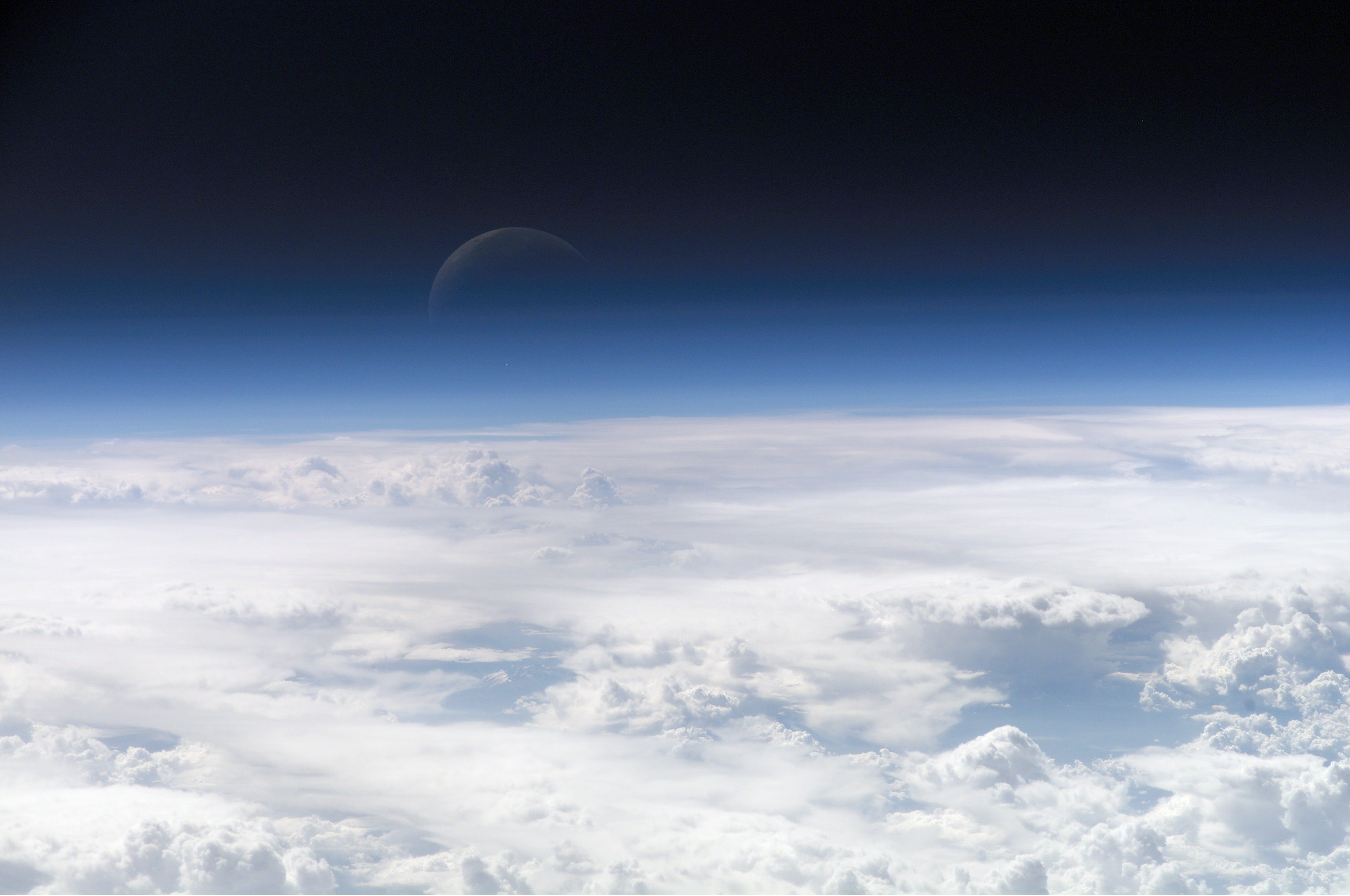
نور آبی بیش از هر طول موج دیگری، به وسیله گازهای اتمسفر پراکنده می‌شود، و وقتی از فضا به زمین می‌نگریم هاله (اخترشناسی)ای آبی رنگ به نظر می‌رسد.

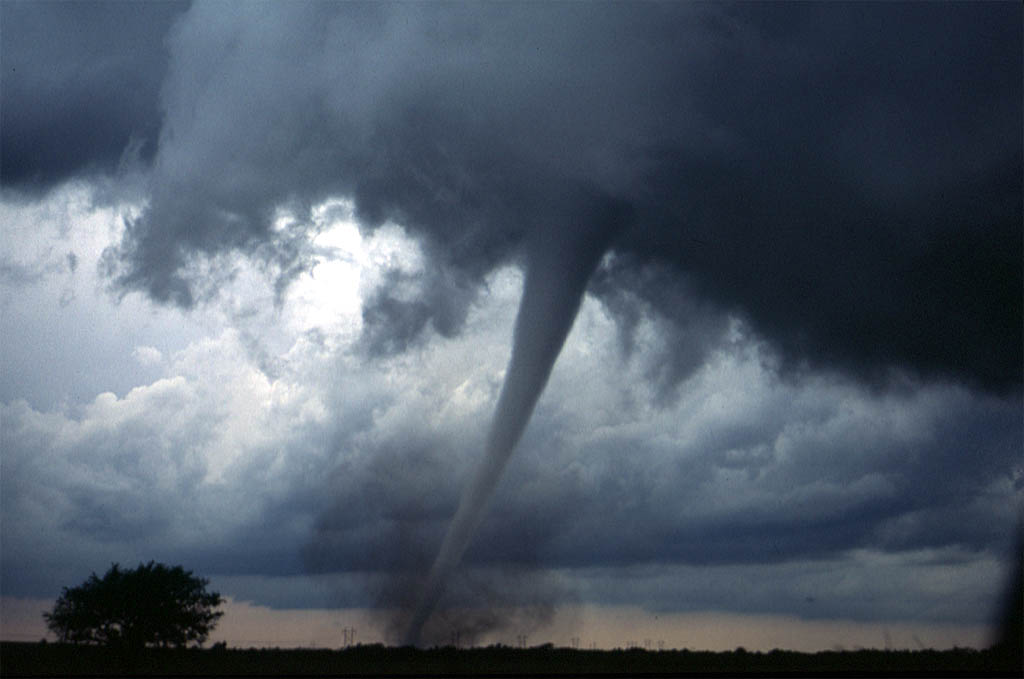
یک گردباد در اکلاهمای مرکزی

اتمسفر زمین عاملی کلیدی در حفظ بوم‌سازگان جهانی به حساب می‌آید. لایه نازکی از گازها که زمین را پوشانده، به وسیله جاذبه زمین پایدار گشته است. هوای خشک شامل ۷۸ درصد نیتروژن، ۲۱ درصد اکسیژن، ۱ درصد آرگون و سایر گازهای خنثی، کربن دی‌اکسید و غیره است. اما هوا نیز شامل مقدار متنوعی بخار آب است. فشار اتمسفر با افزایش ارتفاع کاهش می‌یابد و حدود ۸ کیلومتر بالاتر از سطح زمین، ارتفاع در مقیاس فشار دارد: ارتفاعی که فشار اتمسفر با عاملی از عدد نپر (ثابت ریاضی برابر ۲٫۷۱) کاهش یافته است. لایه ازون اتمسفر زمین، نقش مهمی در کاهش میزان اشعه فرابنفشی (یو وی) که به سطح زمین می‌رسد، بازی می‌کند. از آن جا که پرتوی فرابنفش به آسانی به دی‌ان‌ای آسیب می‌رساند، این لایه در حقیقت از حیات سطح زمین محافظت می‌کند. همچنین اتمسفر در طول شب گرمای خورشید را حفظ می‌کند تا اختلاف دمای شبانه‌روزی کاهش یابد.
آب‌وهوای زمینی منحصراً در تروپوسفر اتفاق می‌افتد، و به عنوان یک سیستم همرفتی برای توزیع مجدد گرما عمل می‌کند. جریان‌های اقیانوسی یکی دیگر از عوامل مهم در تعیین آب‌وهوا ٬به ویژه گردش دماشوری زیرآبی هستند که انرژی گرمایی را از اقیانوس‌های استوایی به مناطق قطبی می‌رسانند. این جریان‌ها به اعتدال اختلاف دما بین زمستان و تابستان در مناطق معتدل کمک می‌کنند. همچنین، اگر توزیع مجدد انرژی گرمایی به وسیله جریان‌های اقیانوسی و اتمسفر، وجود نداشت، استوا بسیار گرم‌تر و سرزمین‌های قطبی بسیار سردتر می‌شدند.
هوا می‌تواند هم تأثیرهای مخرب و هم تأثیرهای مفید داشته باشد. ابرقدرت‌های هوا، مانند پیچند، توفند و چرخند می‌توانند هرچیزی را که در مسیرشان قرار دارد نابود کنند. زندگی گیاهی سطح زمین به صورت تکاملی به تنوع فصلی هوا وابسته است، و یک تغییر ناگهانی که چند سال دوام داشته باشد، می‌تواند تأثیر غم‌انگیزی بر گیاهان و حیواناتی که از آن‌ها تغذیه می‌کنند، بگذارد.
آب‌وهوای جهانی اندازه‌گیری روند بلندمدت تغییر در هواست. عوامل متعددی شناخته شده‌اند که بر تغییرات آب‌وهوایی تأثیر می‌گذارند و از جمله آن‌ها می‌توان به جریان‌های اقیانوسی، سپیدایی سطح، گازهای گلخانه‌ای، تغییرات در درخشش منظومه‌ای و تغییرات چرخش زمین اشاره کرد. براساس اسناد تاریخی، زمین تغییرات آب‌وهوایی شدیدی را مانند عصرهای یخبندان در گذشته تحمل کرده است.
آب‌وهوای یک منطقه به عوامل مختلفی از جمله عرض جغرافیایی وابسته است. خطی از عرض جغرافیایی با خواص آب‌وهوایی مشابه، یک منطقه آب‌وهوایی تشکیل می‌دهد. تعداد زیادی از این مناطق وجود دارند که از اقلیم گرمسیری در استوا تا اقلیم قطبی در دو قطب شمال و جنوب متغیرند. هوا نیز تحت تأثیر فصول قرار دارد، که حاصل انحراف محوری زمین نسبت به صفحه مداری آن است. بنابرین، در هر زمانی از زمستان یا تابستان، یک بخش از زمین به‌طور مستقیمتر، در معرض تابش نور خورشید قرار دارد. این رویداد با گردش زمین تکرار می‌شود. در هر زمانی، بدون در نظر گرفتن فصل، نیم‌کره شمالی ونیم‌کره جنوبی فصل‌های مخالفی را تجربه می‌کنند.
هوا یک سیستم آشوبی است که با تغییرات کوچک در محیط زیست به سادگی تغییر می‌کند، لذا هواشناسی دقیق اکنون فقط به چند روز محدود است. به‌طور کلی، دو چیز اکنون در جهان در حال وقوع است: (۱) میانگین دما در حال افزایش است، و (۲) آب‌وهوای منطقه‌ای در حال تحمل تغییرات قابل توجهی است.

## آب روی زمین

آبشار دیوساگو در مرز بین برزیل و آرژانتین.

آب یک ماده شیمیایی تشکیل شده از هیدروژن و اکسیژن است و برای تمام انواع شناخته‌شده زندگی حیاتی است. در استفاده نوعی، منظور از آب شکل یا حالت مایع آن است، اما این ماده دارای حالت جامد، یخ و گازی، بخار آب است. آب ۷۱ درصد سطح زمین را پوشانده است. بر روی زمین، بیشتر در اقیانوس یافت می‌شود و ۱٫۶ درصد آب، زیر زمین و در سفره‌های آب و ۰٫۰۰۱ درصد به عونان بخار، ابرها (تشکیل شده از آب مایع و جامد که به معلق در هوا هستند) و بارندگی در هوا قرار دارد. ۹۷ درصد آب سطح زمین را اقیانوس‌ها، ۲٫۴ درصد را یخچال‌های طبیعی و کلاهک‌های یخی قطبی، و ۰٫۶ درصد را سایر آب‌های سطح زمین مانند رودخانه‌ها ٬دریاچه‌هاو آبگیرها در خود جای داده‌اند. به علاوه، اندکی از آب زمین در بدن موجودات زنده و محصولات مصنوعی قرار دارد.

### اقیانوس‌ها

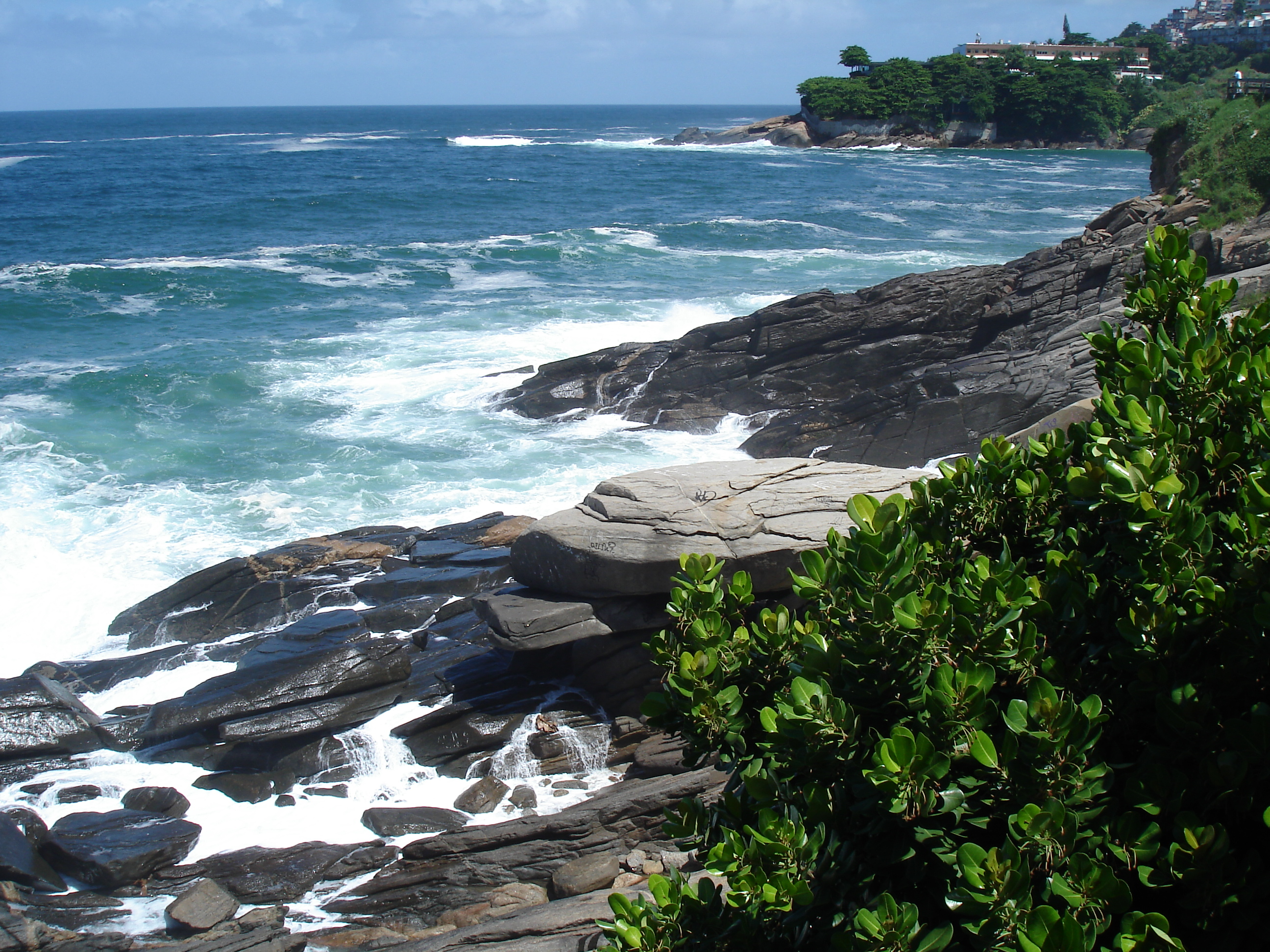
منظره‌ای از اقیانوس اطلس از لبلون در ریودو ژانیرو.

اقیانوس بدنه اصلی آب دریا و جز اصلی آب‌کره است. حدوداً ۷۱ درصد سطح زمین به وسیله اقیانوس‌ها پوشیده شده است، یک بدنه دایمی آبی که به چند اقیانوس اصلی و کوچکتر تقسیم می‌شود. بیش از نیمی از این منطقه عمیقتر از ۳۰۰۰ متر (۹۸۰۰ پا) است. شوری میانگین اقیانوسی در حدود ۳۵ پی‌پی‌تی (بخش در هزار) است و تقریباً شوری تمام آب‌های دریایی در بازهٔ ۳۰ تا ۳۸ پی‌پی‌تی قرار دارد. اگرچه به‌طور کلی، این آب‌ها به اقیانوس‌ها تقسیم می‌شوند، ولی آن‌ها یک بدنه نمکی جهانی و پیوسته ایجاد می‌کنند که اغلب با نام اقیانوس جهانی شناخته می‌شود. این مفهوم اقیانوس جهانی به عنوان بدنه دایمی آبی، با مبادله آزاد بین بخش‌هایش ٬اهمیتی اساسی برای اقیانوس‌نگاری دارد.
تقسیم‌بندی اصلی اقیانوسی به وسیله قاره‌ها و مجمع‌الجزایر مختلف و سایر معیارها صورت می‌گیرد، این تقسیم‌بندی بدین گونه است: اقیانوس آرام، اقیانوس اطلس، اقیانوس هند، اقیانوس منجمد جنوبی و اقیانوس منجمد شمالی است. مناطق کوچکتر اقیانوس، نام‌های دریا و خلیج و سایر نام‌ها را دارند. همچنین دریاچه‌های آب شور وجود دارند که بدنه‌های کوچکتر آب شور زمین هستند و آب آن‌ها با اقیانوس‌ها مبادله نمی‌شود. دو مثال قابل توجه از دریاچه‌های آب شور عبارتند از دریاچه آرال و دریاچه نمک یوتا.

### دریاچه

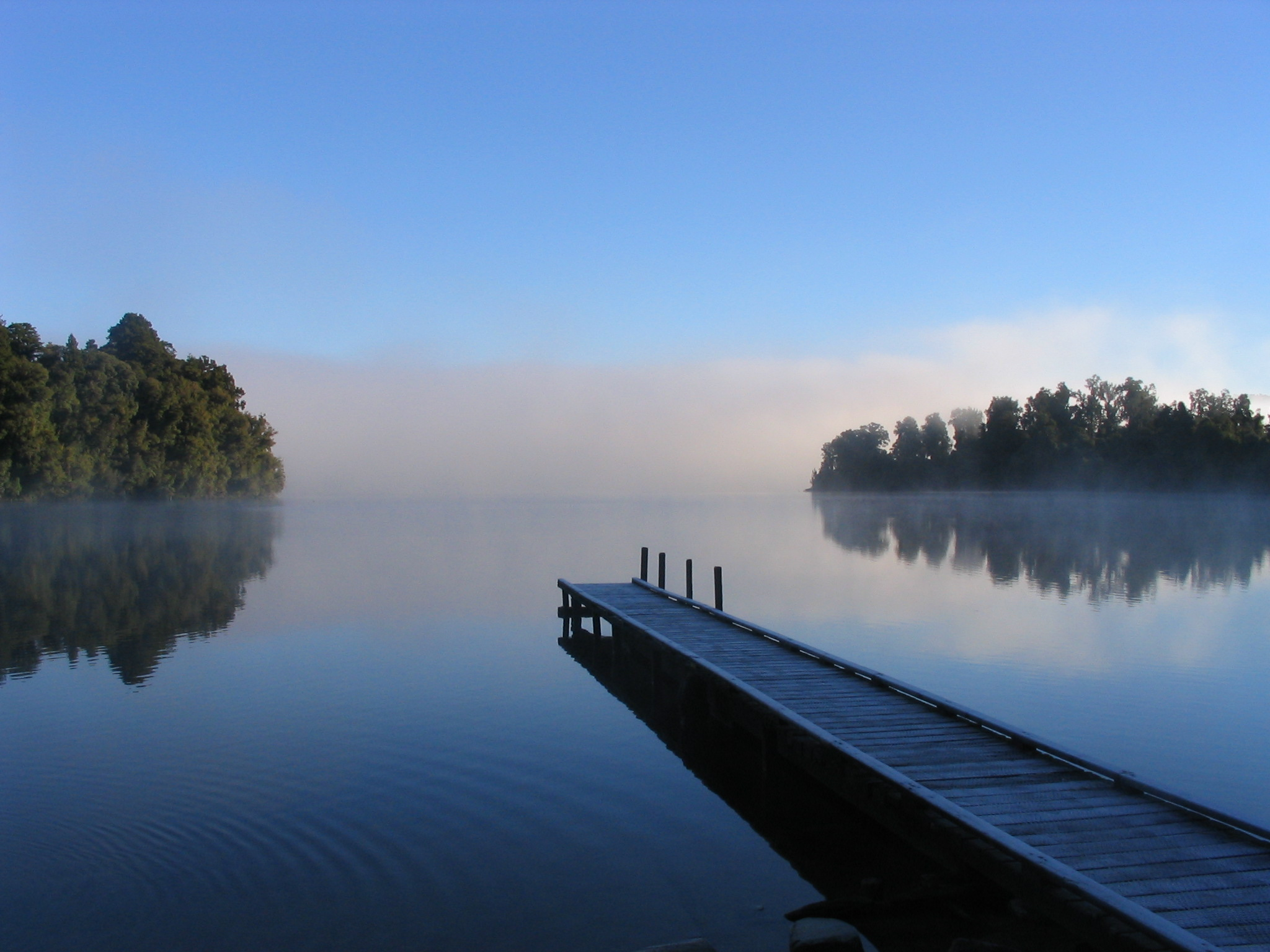
دریاچه ماپوریکا، نیوزیلند

دریاچه یک زمین‌چهر است، بدنه‌ای از مایع بر روی سطح زمین که در انتهای فرورفتگی قرار دارد، و به اگر محرک باشد، به آرامی پیش می‌رود. در زمین٬زمانی به یک بدنه آبی، دریاچه می‌گویند که درون کشوری قرار داشته، نه در اقیانوس، از آبگیر بزرگتر و عمیقتر باشد و به وسیله یک رود تغذیه شود. به جز زمین، تنها جهانی که دریاچه دارد، تیتان، بزرگ‌ترین قمر مشتریست، که دارای دریاچه‌های اتان است، که احتمالاً با متان ترکیب شده است. نمی‌دانیم که آیا دریاچه تایتان به وسیله رودخانه تغذیه می‌شود یا نه، اگرچه در سطح تایتان مسیرهای رودخانه‌ای ایجاد شده است. دریاچه‌های طبیعی زمین به‌طور عمومی در مناطق کوهستانی، مناطق بریده یا مناطق دارای یخچال‌های طبیعی در حال حرکت یافت می‌شوند. سایر دریاچه‌ها در حوضه بسته یا همراه مسیر رودخانه‌های بالغ پیدا می‌شوند. در برخی از نقاط جهان، دریاچه‌های فراوانی به علت الگوهای زه کشی بی نظم، که از آخرین عصر یخبندان باقی مانده، به وجود آمده‌اند. تمام دریاچه‌ها در طول دوره‌های زمانی جغرافیایی، موقتی هستند، زیرا به آرامی به وسیله رسوبات پر خواهند شد یا حوزه رودخانه تغذیه‌کننده عوض می‌شود.

#### آبگیر

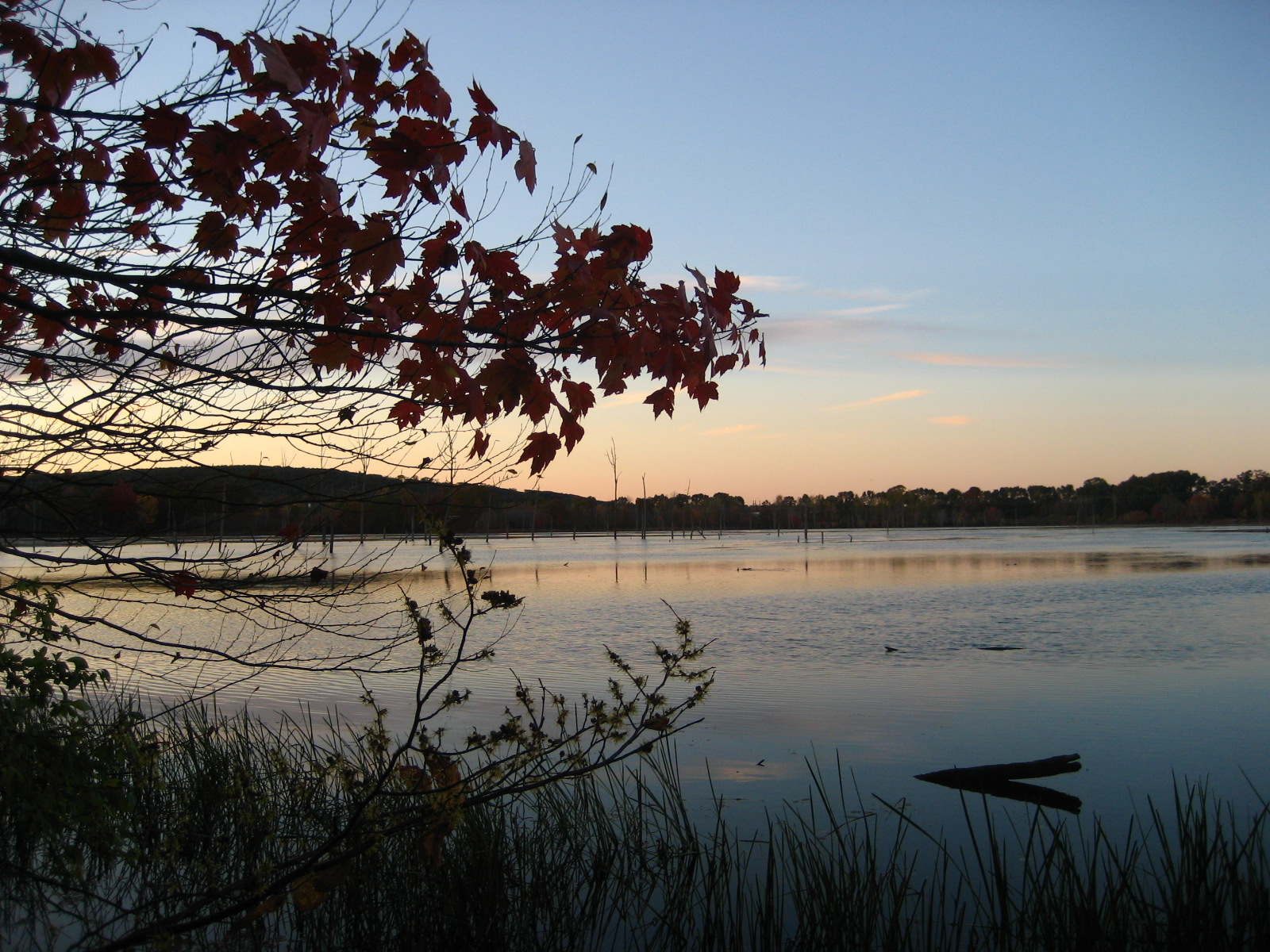
مخزن وستبرو، در وستبرو، ماساچوست

یک آبگیر بدنه آب راکد است. آبگیر می‌تواند طبیعی یا مصنوعی باشد و اغلب از دریاچه کوچکتر است. تعدادی زیادی از بدنه‌های مصنوعی از جمله باغ‌های آبی طراحی شده برای تزیینات زیبایی، استخرهای پرورش ماهی طراحی شده برای تولید مثل تجاری ماهی و آبگیرهای خورشیدی طراحی شده برای ذخیره انرژی گرمایی، در دسته آبگیرها قرار می‌گیرند. آبگیرها و دریاچه‌ها از طریق سرعت جریان متمایز می‌گردند. درحالی که جریان‌ها به آسانی دیده می‌شوند، آبگیرها و دریاچه‌ها دارای جریان‌های کوچک حرارتی و جریان‌های بادی معتدل هستند. این ویژگی‌ها آبگیر را از سایر عوارض زمینی جدا می‌کنند.

### رودخانه‌ها

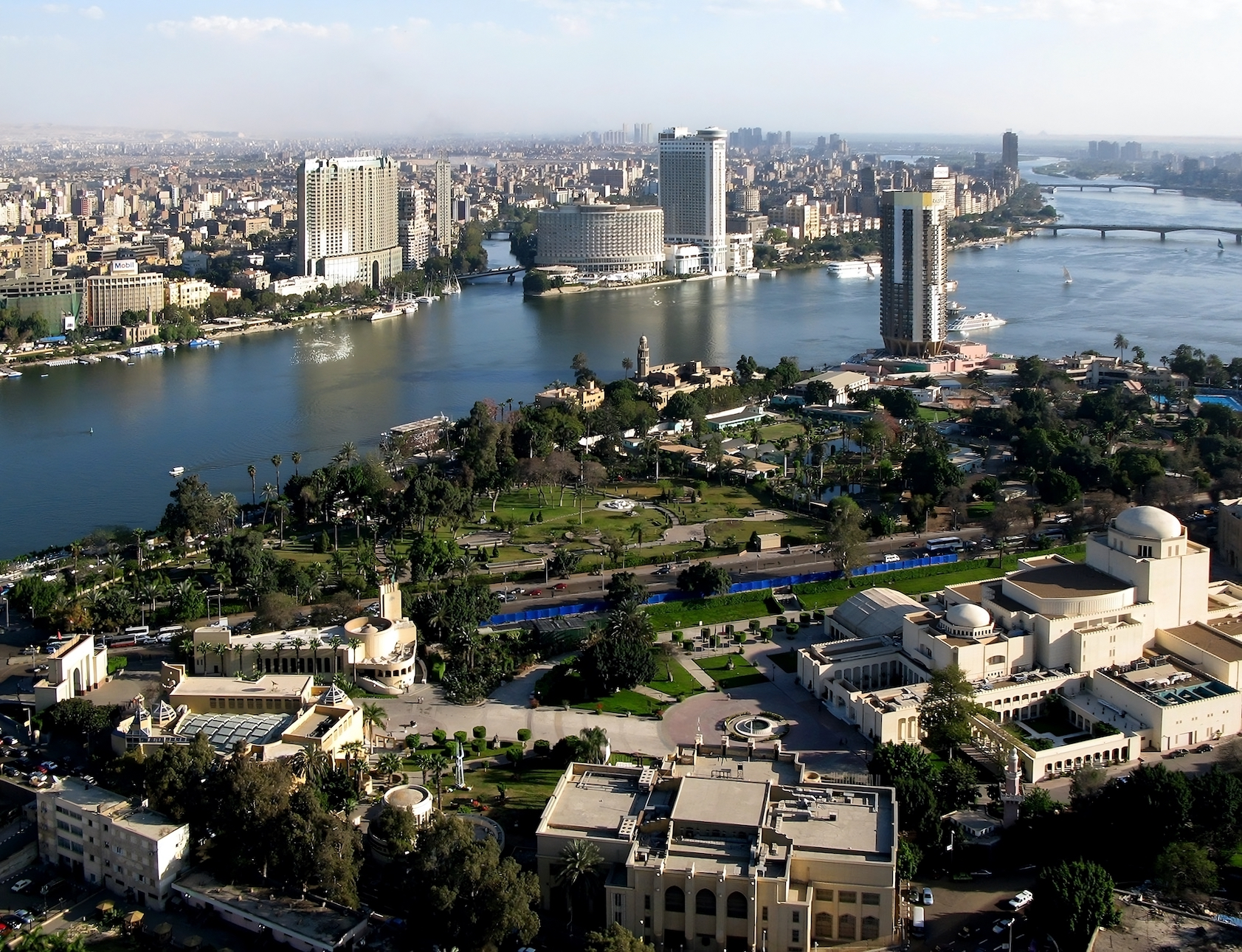
رودخانه نیل در قاهره، پایتخت مصر.

رودخانه یک روان آب معمولاً شیرین است، که به سوی یک اقیانوس٬دریاچه، دریا یا یک رودخانه دیگر در حال حرکت است. در برخی شرایط، یک رودخانه به سادگی به داخل زمین جریان می‌یابد یا قبل از رسیدن به یک بدنه آبی دیگر خشک می‌شود. رودخانه‌های کوچک نام‌های دیگری دارند، از جمله: روانه، نهر، جوی، جویبار. هیچ قانون کلی وجود ندارد که بیان کند باید چگونه از یک رودخانه نام برد. بسیاری از نام‌های رودخانه‌ها به علت موقعیت جغرافیایی مخصوص هستند، برای مثال رودخانه برن در اسکاتلند و شمال شرق انگلستان. گاهی وقت‌ها رودخانه به موارد بزرگتر از نهر گفته می‌شود، اما شرایط همیشه بدین گونه نیست. رودخانه بخشی از چرخه آب است. آب داخل رودخانه اغلب از تجمع بارندگی، رواناب سطحی، آب‌های زیرزمینی، چشمه‌ها و آب ذخیره شده در یخچال‌های طبیعی تشکیل می‌شود.

### روانه
یک روانه یک بدنه جریان آبی است، و به بستر و حاشیه روانه محدود می‌شود. در ایالات متحده آمریکا یک روانه کم ارتفاعتر از ۱۸ متر (۶۰ پا)، مسیل تلقی می‌شود. روانه‌ها به عنوان خطوط لوله در چرخه آب، ابزار تجدید آب‌های زیرزمینی، و دالانی برای مهاجرت ماهیان و حیات وحش اهمیت فراوانی دارند. نام زیست‌گاه بیولوژیک در مجاورت یک روانه، منطقه حاشیه رودخانه است. با توجه به شرایط مداوم انقراض هولوسن، روانه‌ها نقش دالانی مهمی در پیوند زیست‌گاه‌های تکه‌تکه‌شده و در نتیجه تنوع زیستی بازی می‌کنند. مطالعه روانه‌ها و آب‌راه‌ها شامل شاخه‌های متعدد میان رشته‌ای علم طبیعی و مهندسی از جمله آب‌شناسی، ژئومورفولوژی/ژئومورفولوژی نهری، محیط زیست آبزیان، زیست‌شناسی ماهیان، محیط زیست مجاورت روانه‌ای و غیره می‌باشد.

## بوم‌سازگان

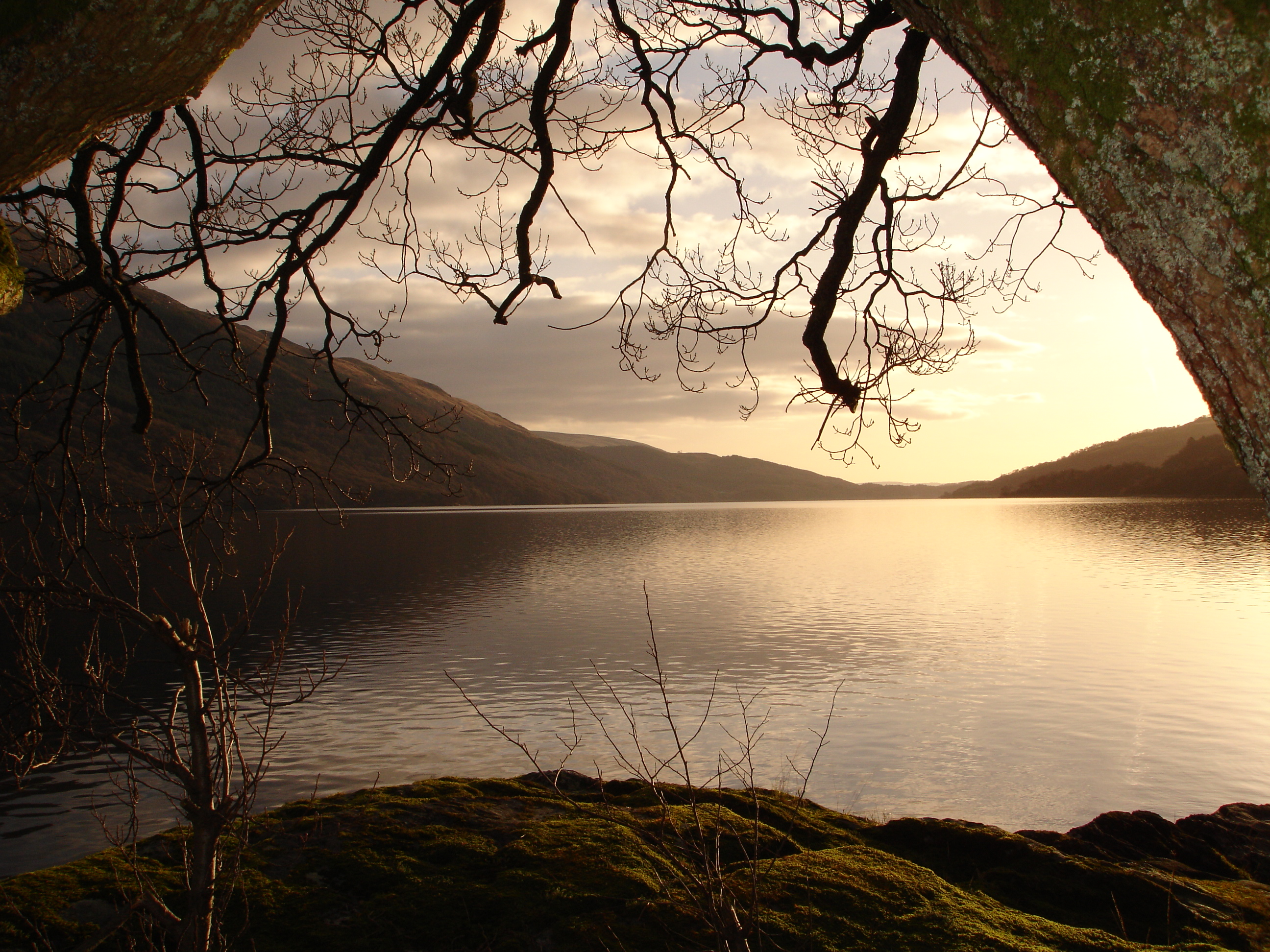
دریاچهٔ لوموند در اسکاتلند یک اکوسیستم نسبتاً ایزوله را شکل می‌دهد. اجتماع ماهیان این رودخانه با گذر زمان بسیار طولانی، دست‌نخورده باقی‌مانده است.

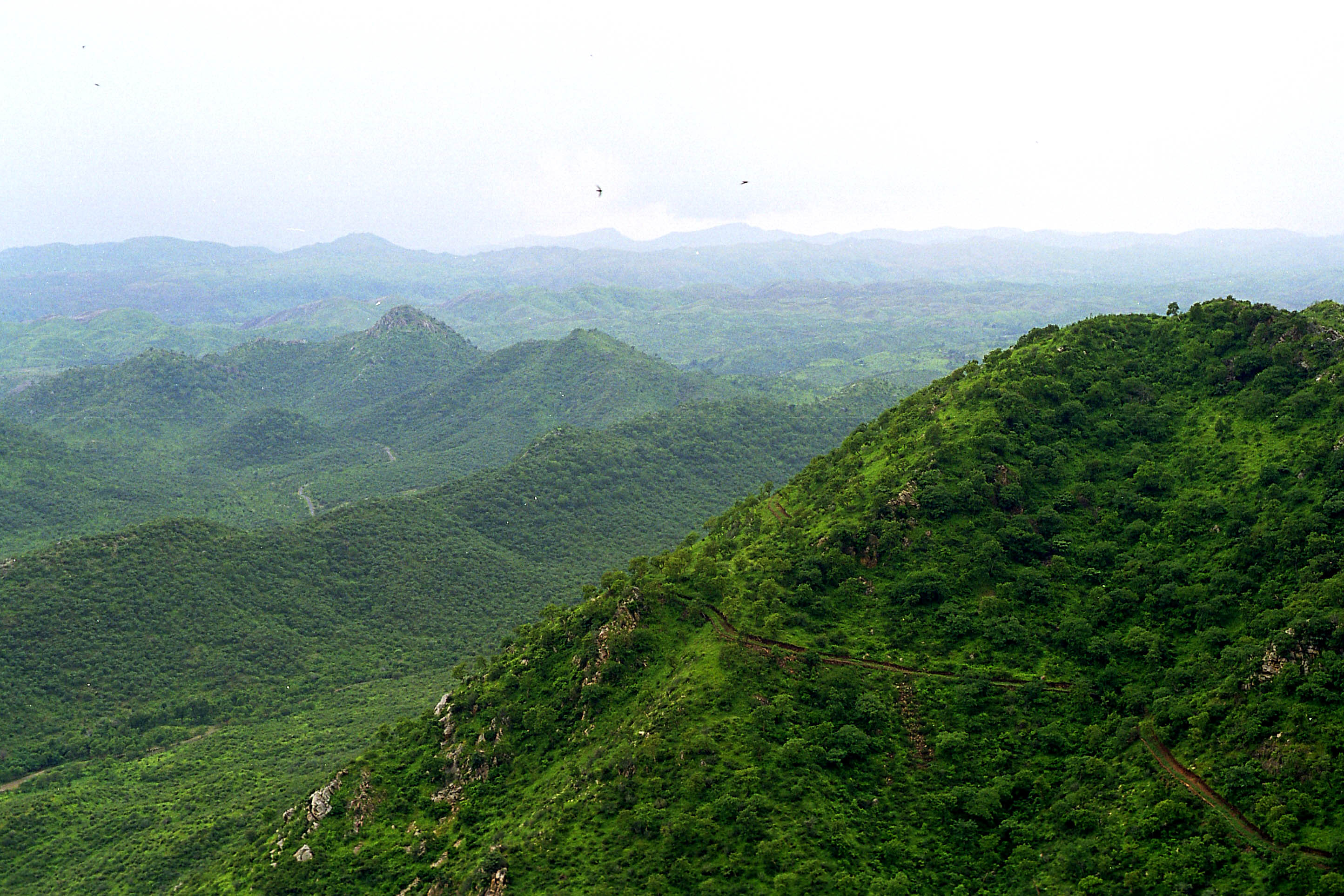
کوه‌های سرسبز آراوالی در ایالت بیابانی راجستان در کشور هند. جای تعجب است که چنین مکان سرسبزی چگونه می‌تواند در راجستان گرم که به خاطر بیابان تار معروف است پدید آید.

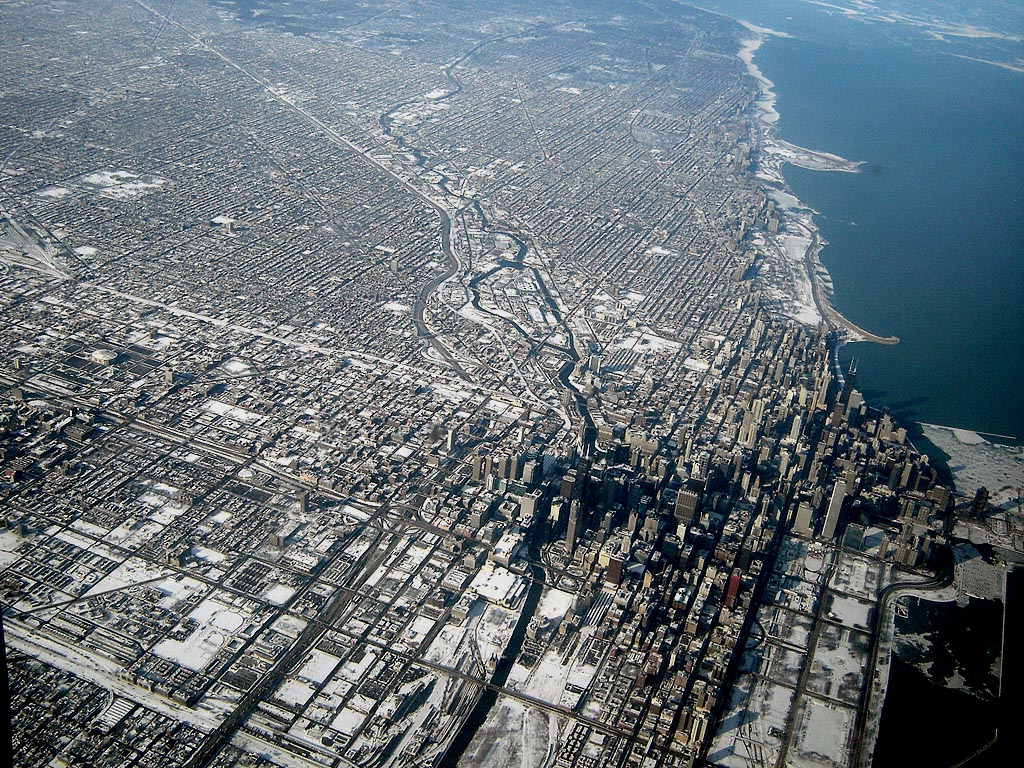
منظره هوایی از اکوسیستم بشری. عکس مربوط به شهر شیکاگو می‌باشد.

اکوسیستم از تنوع بخش‌های غیرزنده و بخش‌های زنده تشکیل می‌شود که به روشی مرتبط عمل می‌کنند. ساختار و ترکیب آن به وسیلهٔ عوامل محیطی متنوع مرتبط با هم مشخص می‌گردد. تنوع این عوامل سبب وارد شدن تغییرات پویا به اکوسیستم می‌شود. برخی از بخش‌های مهم‌تر عبارتند از: خاک، اتمسفر، تشعشعات خورشیدی، آب و موجودات زنده.
این ایده که ارگانیسم با تمام عناصر دیگر در محیط در تعامل است، به مفهوم اکوسیستم نزدیک تر است. یوجین اودم، پایه‌گذار بوم‌شناسی، عنوان کرد: «هر واحدی که شامل تمام ارگانیسم‌ها در یک مکان معلوم و در حال تعامل با محیط فیزیکی باشد، تا در یک نظام، جریانی از انرژی ما را به ساختارهای شفاف تغذیه‌ای، تنوع زیستی و چرخه‌های مادی (برای مثال:مبادله ماده بین بخش‌های زنده و غیر زنده) هدایت کند، اکوسیستم است.» در یک اکوسیستم، با توجه به زنجیره غذایی گونه‌ها به یکدیگر متصل و وابسته‌اند و ماده و انرژی بین آن‌ها همانند محیط، مبادله می‌شود. مفهوم اکوسیستم بشری ریشه در ساختارشکنی دوپارگی انسان و طبیعت و فرض یکپارچگی تمام گونه‌ها با یکدیگر، همانند ترکیبات غیرزندهٔ غیرزیستی آن‌ها دارد.
واحد کوچکتر میکرواکوسیستم نام دارد. برای مثال یک میکروسیستم می‌تواند یک سنگ و تمام حیات زیر آن باشد. یک ماکرواکوسیستم نیز می‌تواند شامل زیرگروه منطقه‌ای، به همراه حوضه آبریز آن باشد.

### طبیعت وحش

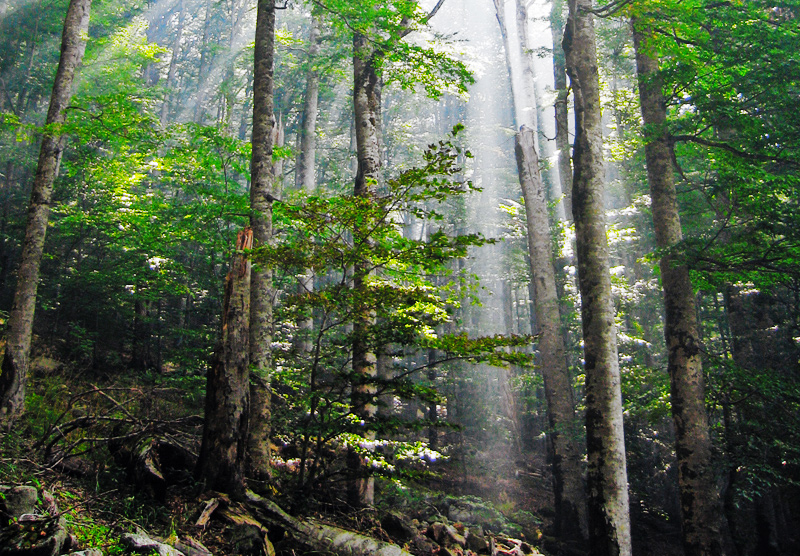
جنگل‌های قدیمی راش اروپایی در پارک ملی بیورادسکا گورا در مونته‌نگرو.

طبیعت وحش به‌طور کلی به منطقه‌هایی گفته می‌شود که انسان آن‌ها را به‌طور قابل ملاحظه‌ای تغییر نداده است. شالوده حیات وحش جزئیات بیشتری دارد که طبیعت وحش را بدین گونه توصیف می‌کند: «دست‌نخورده‌ترین و مختل‌نشده‌ترین مناطق طبیعی وحشی باقی‌مانده در سیارهٔ ما، آن مناطق باقی‌مانده واقعاً وحشی که تحت کنترل بشر نیستند و جاده‌ها، خطوط لوله‌کشی یا سایر ساختارهای صنعتی بدان‌ها راه نیافته‌اند.» مناطق طبیعت وحش در کشتارگاه‌ها، ایالات، روستاها، شکارگاه‌های حفاظت‌شده، مزارع، جنگل‌های ملی، پارک‌های ملی و حتی منطقه شهری، در کنار رودخانه‌ها، آبگذرها و سایر مناطق توسعه‌نیافته، یافت می‌شوند. مناطق حیات وحش و پارک‌های حفاظت شده نقش مهمی در بقای گونه‌های معین، مطالعات زیست‌محیطی، حفاظت و تفریح دارند. برخی نویسندگان طبیعت معتقدند مناطق طبیعت وحش برای روحیه و خلاقیت انسان حیاتی اند و برخی از بوم شناسان مناطق حیات وحش را به عنوان بخش کامل و خودکفای اکوسیستم طبیعی سیاره (زیست‌کره) می‌دانند. آن‌ها همچنین از صفات ژنتیکی تاریخی نگهداری می‌کنند و برای گیاگان و زیاگان، زیستگاهی فراهم می‌کنند که به سختی می‌توان بار دیگر در باغ‌وحش‌ها، درختستان‌ها و آزمایشگاه‌ها ساخت.

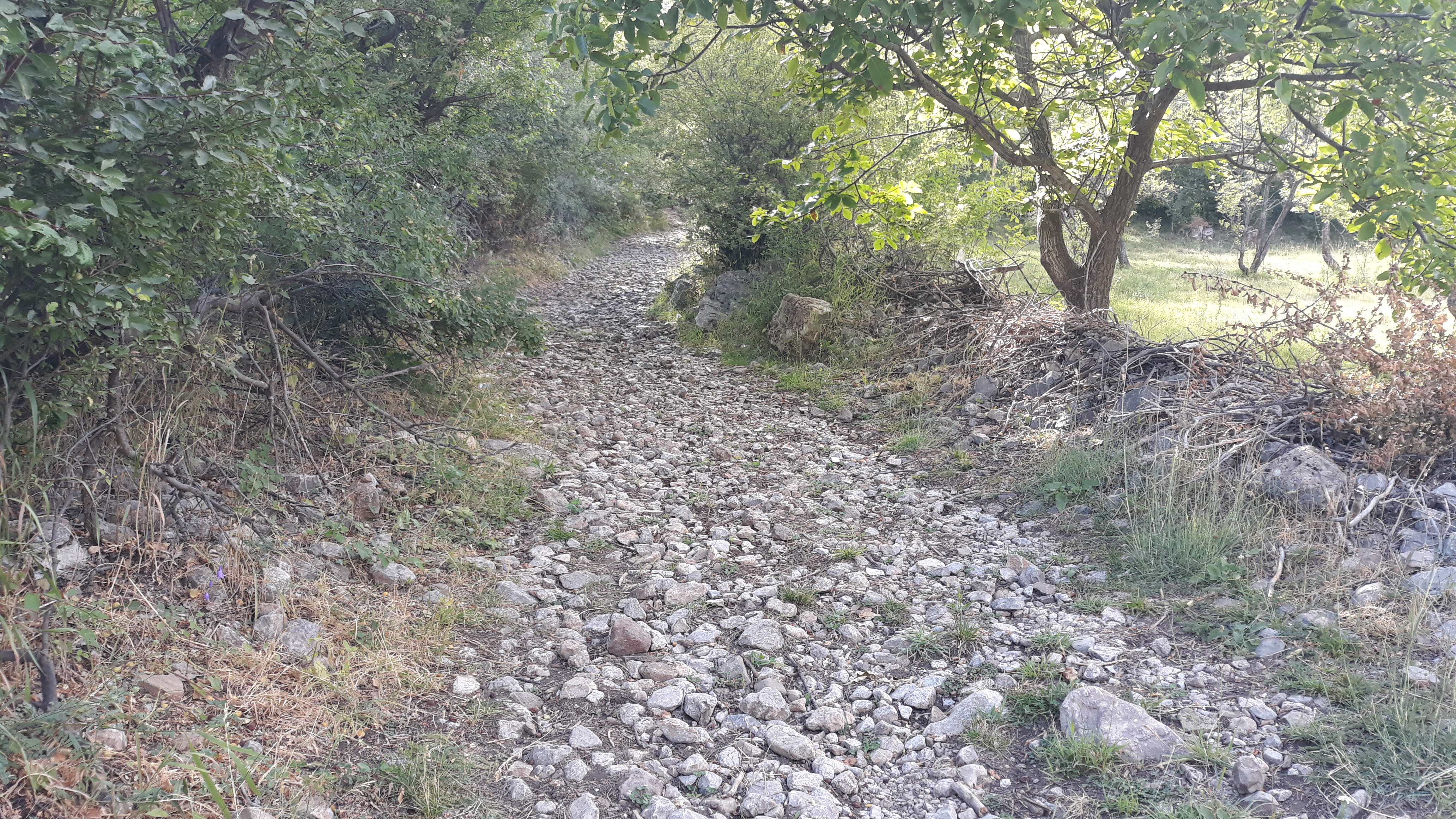
کوچه باغ‌های روستای گردشگری لرد در اردبیل

## زندگی
اگرچه هیچ توافق جهانی دربارهٔ تعریف زندگی وجود ندارد، دانشمندان پذیرفته‌اند که حیات به وسیله ارگانیسم، دگرگشت، رشد، سازگاری، پاسخ به محرک‌ها و تولید مثل مشخص می‌شود. همچنین حیات می‌تواند حالت مشخص‌کننده ارگانیزم‌ها باشد.
خواص رایج ارگانیسم‌های زمینی (گیاهان، جانوران، قارچ‌ها، آغازیان، باستانیان و باکتری‌ها) عبارست از داشتن سلول، اساس کربن و آب با ساختاری پیچیده، سوخت‌وساز، ظرفیت رشد، پاسخ به قارچ‌ها، و تولید مثل. داشتن این خواص در حالت کلی به معنای داشت حیات است. اما، تمام این خصوصیات برای داشتن حیات ضروری نیستند. حیات مصنوعی ساخت بشر نیز می‌تواند زندگی به‌شمار آید.
زیست کره پوسته خارجی زمین-شامل خشکی، سخره‌های سطحی، آب، هوا و اتمسفر- است که حیات درون آن روی می‌دهد، و فرایندهای زیستی در آن متحول و جابجا می‌شوند. از وسیعترین دیدگاه ژئوفیزیولوژیکی، زیست‌کره سیستم جهانی زیست‌محیطیست که تمام موجودات زنده و ارتباطاتشان را که شامل تعاملات آن‌ها با عناصر سنگ‌کره (سنگ‌ها)، آب‌کره (آب) و هواکره (هوا) می‌باشد، یکپارچه می‌سازد.
بیش از ۹۰ درصد زیست توده بر روی زمین حیات گیاهیست، که حیات جانوری به شدت به وجود آن بستگی دارد. تاکنون بیش از ۲ میلیون گونه از گیاهان و جانوران شناخته شده است و تقریب تعداد واقعی گونه‌های موجود از چندین میلیون تا ۵۰ میلیون متغیر است. تعداد گونه‌های منحصر به فرد، با توجه به گونه‌هایی که به تازگی آشکار می‌شوند یا منقرض می‌گردند، به‌طور مداوم دستخوش تغییر است. در حال حاضر تعداد کلی گونه‌ها در حال کاهش سریع است.

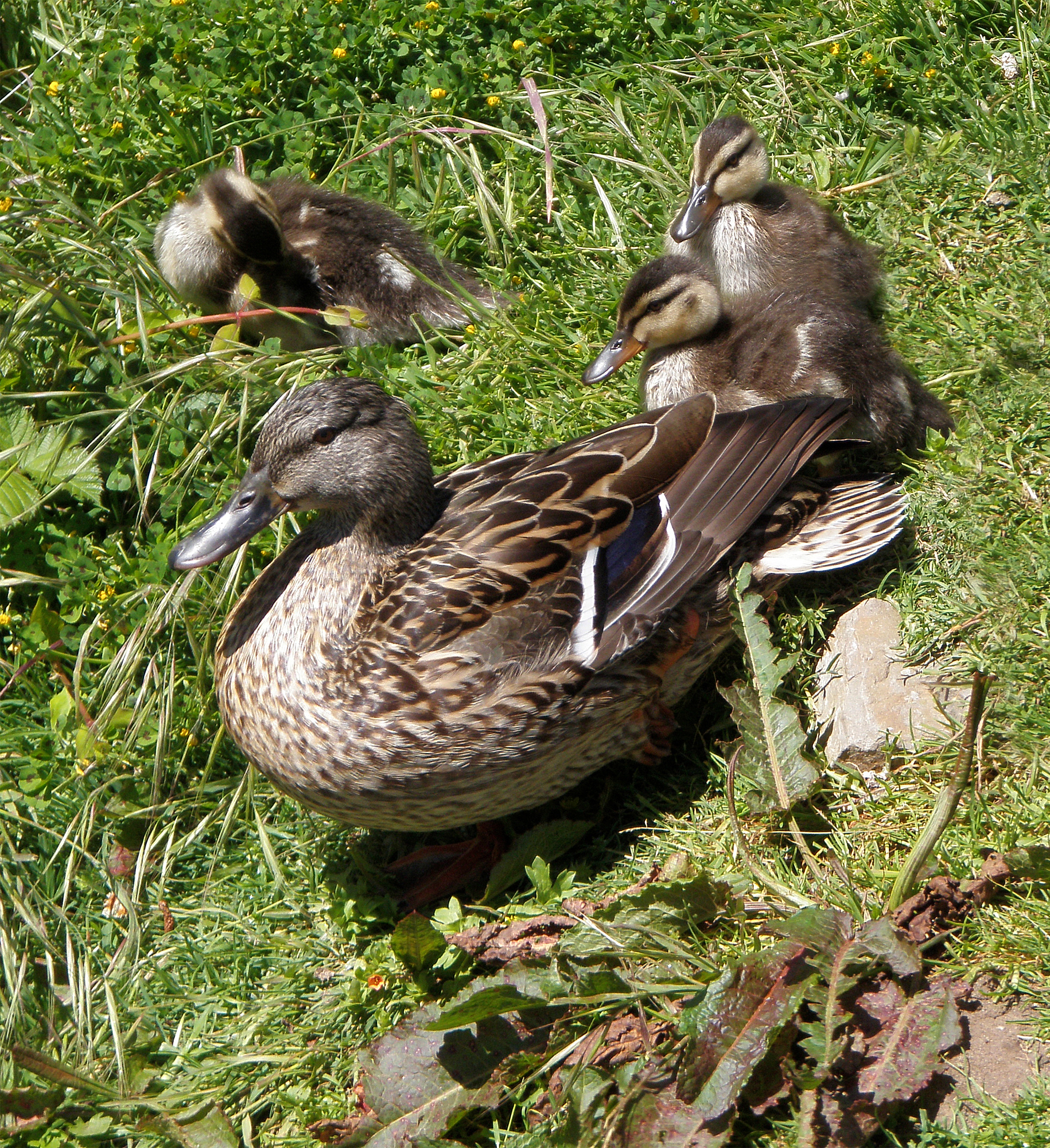
مرغابی مؤنث و جوجه‌هایش–تولید مثل برای ادامه زندگی، حیاتی است.

### تکامل

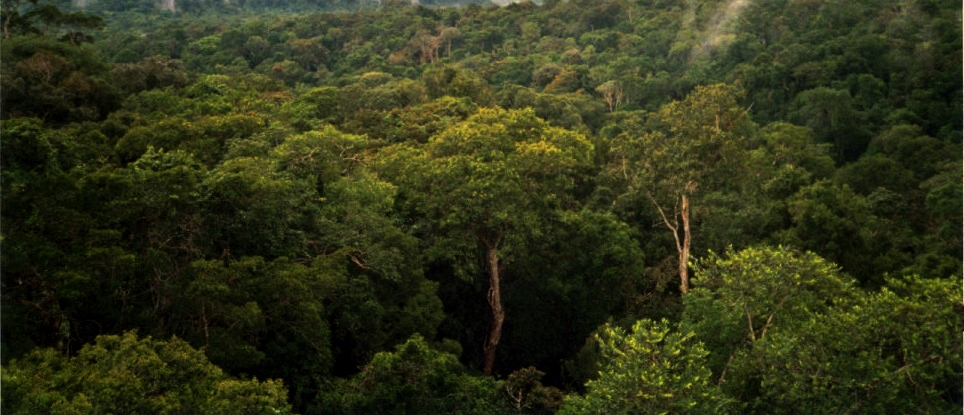
منطقه‌ای از جنگل آمازون که بین کلمبیا و برزیل مشترک است. جنگل‌های باران‌خیز استوایی در آمریکای جنوبی بیشترین تنوع زیستی را در بین گونه‌های زمین دارند.

حیات فقط بر روی زمین شناخته شده است (بر اساس اخترزیست‌شناسی). ریشه حیات بر روی زمین به خوبی درک نشده است، اما می‌دانیم که حداقل به ۳٫۵ میلیار سال قبل، در طول هادئن یا نخست‌زیستی بازمی‌گردد، که تفاوت محیطی قابل ملاحظه‌ای با امروز داشته است. این اشکال زندگی، صفات پایه‌ای خود تکرار و موروثی را دارا بودند. زمانی که حیات به وجود آمد، فرایند تکامل با انتخاب طبیعی سبب توسعه اشکال متنوع زندگی شد.
گونه‌هایی که قادر به مطابقت با محیط در حال تغییر و مسابقه با سایر اشکال حیات نبودند، منقرض شدند. اما، فسیل‌های باقی مانده، گواهی بر بسیاری از این‌گونه‌های قدیمی‌اند. مدارک فسیلی و دی‌ان‌ای فعلی نشان می‌دهند که تمام گونه‌های موجود می‌توانند به شکل‌های اولیه حیات ارجاع داده شوند.
ظهور فتوسنتز در اشکال بسیار ساده حیات گیاهی در سرتاسر جهان، به انرژی خورشید اجازه داد تا شرایطی فراهم آورد که به حیات پیچیده‌تر اجازه نمود دهد. اکسیژن حاصله در اتمسفر جمع شد و لایه ازون را تشکیل داد. پیوستن سلول‌های کوچکتر به‌طور فزاینده‌ای تخصصی شد و ارگانیسم‌های چند سلولی را ایجاد کرد. با جذب اشعه فرابنفش مخرب به وسیله لایه ازون، زندگی بر روی سطح زمین گسترش یافت.

### میکروب‌ها

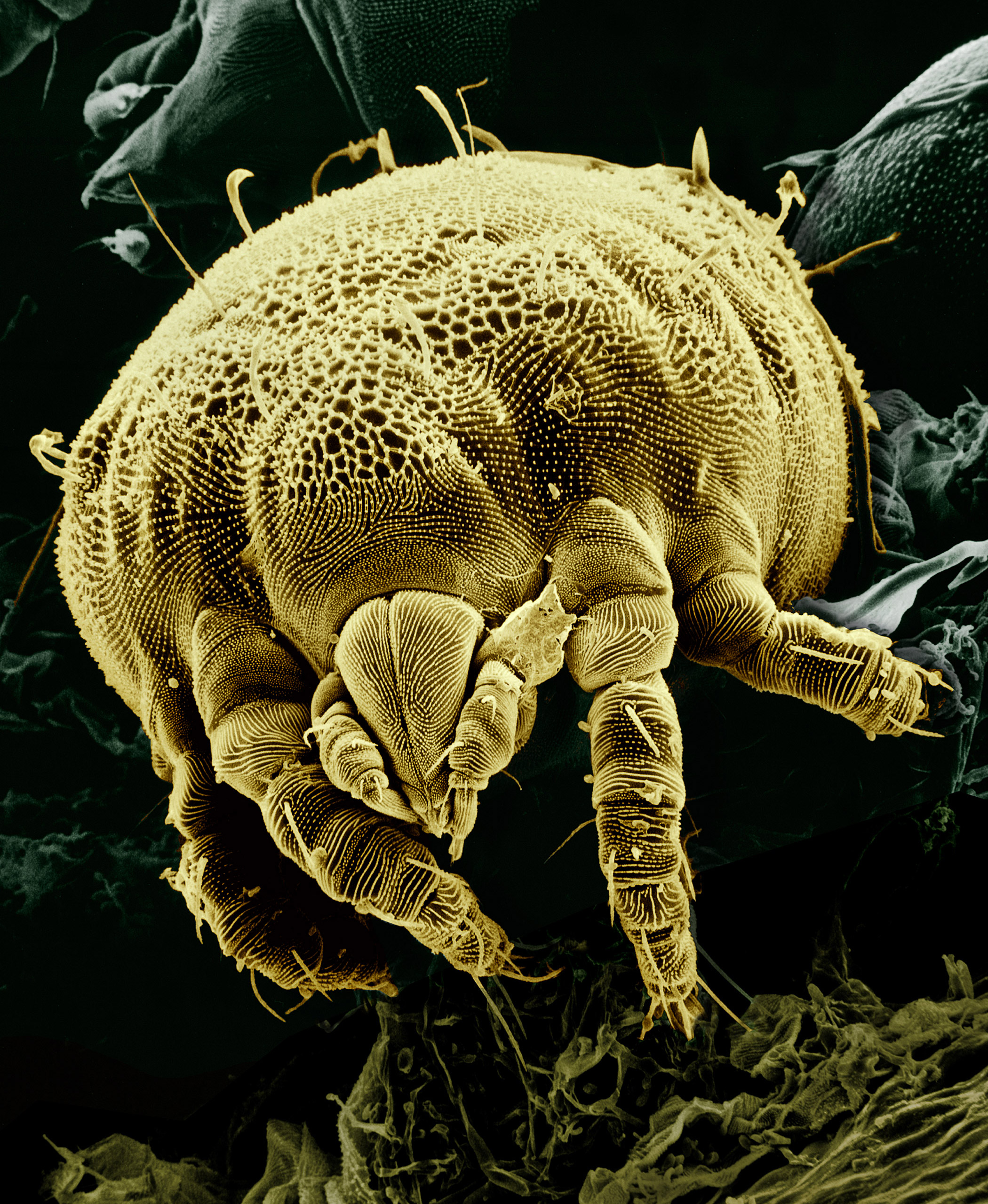
یک هیره میکروسکوپی به نام لورییا فورموسا.

اولین شکل حیات که بر روی کره زمین گسترش یافت، میکروب‌ها بودند، و تا یک میلیارد سال قبل، پیش از ظهور ارگانیسم‌های چند سلولی، آن‌ها تنها موجودات زنده بودند. میکروارگانیسم‌ها، ارگانیسم‌های تک سلولی هستند که به‌طور کلی میکروسکپیک اند، و از آنچه که چشم بشر قادر به دیدنش است، کوچکند. آن‌ها شامل باکتری‌ها، قراچ‌ها، باستانیان و آغازیان می‌باشند.
این اشکال حیات در تمام مناطق زمین که در آن‌ها آب وجود دارد از جمله داخل سخره‌های سیاره، یافت می‌شوند. تولید مثل آن‌ها سریع و فراوان است. ترکیب میزان جهش فراوان و یک توانایی انتقال افقی ژن آن‌ها را به موجوداتی کاملاً وفق‌پذیر تبدیل کرده است که قادرند در محیط‌های تازه از جمله فضای بیرونی به حیات خود ادامه دهند. آن‌ها بخش مهمی از اکوسیستم جهانی را شکل می‌دهند. اما، برخی میکروارگانیسم‌ها بیمارگر هستند و می‌توانند سلامت سایر ارگانیسم‌ها را تهدید کنند.

### گیاهان و جانوران

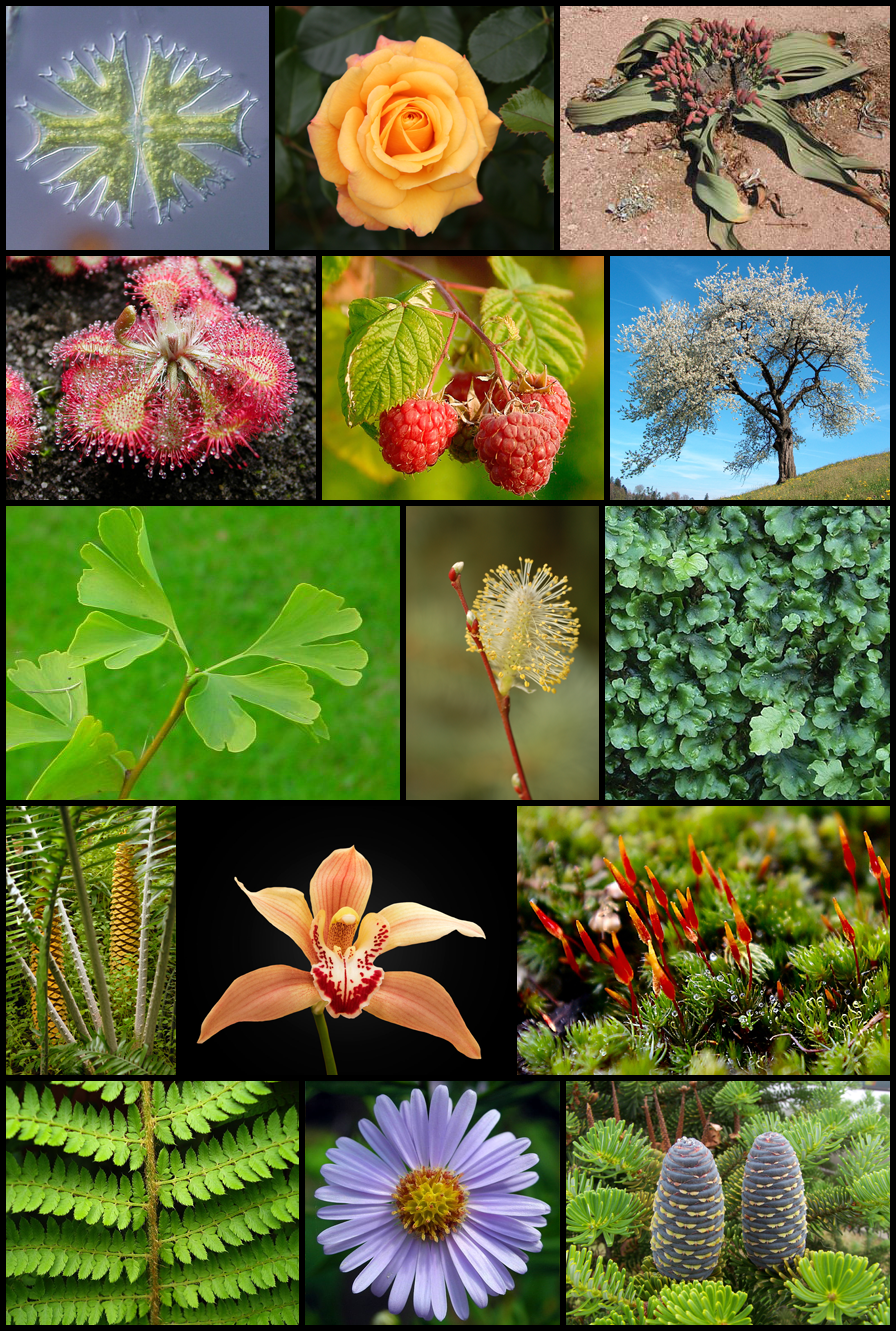
گزیده‌ای از گونه‌های گیاهی

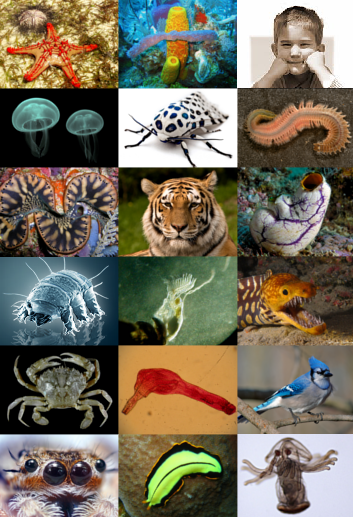
گزیده‌ای از گونه‌های جانوری

در اصل، ارسطو همه جانداران زنده را به دو دسته گیاهان، که به‌طور کلی حرکشان برای انسان قابل مشاهده نیست، و جانوران تقسیم کرد. در سیستم کارل لینه این شامل فرمانرو سبزیجات (گیاهان) و حیوانات می‌شود. از آن پس، آشکار شده است که گیاهان، همان‌طور که توصیف می‌شوند شامل چندین گروه نامرتبط، و قارچ‌ها و چند گروه از جلبک‌ها می‌باشد. اما، این‌ها هنوز در اغلب متون، به عنوان گیاهان به حساب می‌آیند. زندگی باکتریایی گاهی شامل گیاگان نیز می‌شود و برخی طبقه‌بندی‌ها، واژه گیاگان باکتریایی را جدا از گیاگان گیاهی می‌دانند.
در میان روش‌های مختلف طبقه‌بندی گیاهان، که بر اساس هدف مطالعه انجام می‌شوند، گیاگان فسیلی نیز وجود دارد که عبارتست از بقایای حیات گیاهی عصر گذشته. مردم بسیاری از مناطق و کشورها، به گیاگان مشخص خود مفتخرند ٬که به دلیل اختلافات آب‌وهوایی و موقعیت زمینی، می‌تواند به‌طور عمده‌ای در سراسر جهان متنوع باشد.
گیاگان‌های محلی به‌طور معمول به دسته‌های چون گیاگان بومی، کشاورزی و باغچه‌ای تقسیم می‌شود، که آخرین مورد نام برده عمدتاً کشت می‌شود. برخی انواع گیاگان محلی از قرن‌ها قبل به وسیله افرادی که از منطقه یا قاره‌ای به جایی دیگر مهاجرت کرده، معرفی شده‌اند٬و به بخش مهمی از یک محل تبدیل شده‌اند. این مثالیست که نشان می‌دهد تعاملات بشر چگونه می‌تواند مرزهای طبیعت شناخته شده را درنوردد.
دسته دیگری از گیاهان به‌طور تاریخی با نام علف هرز شناخته شده‌اند. اگرچه این واژه در گیاه‌شناسی به عنوان راهی رسمی برای دسته‌بندی گیاهان به درد نخور مورد استقبال قرار نمی‌گیرد، استفاده غیررسمی از واژه «علف هرز»، برای توصیف گیاهانی که حذفشان ارزشمند است، روشنگر تمایل عمومی مردم و جوامع به تغییر دادن و دخالت در مسیر طبیعت است. به‌طور مشابه، جانوران نیز با توجه به ارتباطشان با زندگی بشر، در دسته‌های مانند اهلی، دام‌ها، جانوران وحشی، آفات کشاورزی و غیره قرار می‌گیرند.
دسته جانوران، دارای چند ویژگی است که آن‌ها را از سایر اشیا زنده جدا می‌کند. جانوران یوکاریوتی و معمولاً چندیاخته‌ای هستند (مخاط‌زیان را ببینید)، که آن‌ها را از آغازیان، باکتری‌ها و بیشتر باستانیان جدا می‌کند. آن‌ها دگرپرورده اند و به‌طور کلی غذا را در محفظه‌ای داخلی هضم می‌کنند، که این ویژگی آن‌ها را از گیاهان و جلبک‌ها جدا می‌کند. آن‌ها همچنین با داشتن دیواره یاخته از گیاهان، جلبک‌ها و قارچ‌ها متمایز می‌گردند.
با چند استثنا، به ویژه اسفنج دریایی، جانوران دارای بدن‌هایی هستند که به بافت‌های جداگانه تقسیم می‌شوند. این‌ها شامل ماهیچه‌ها، که قادرند برای کنترل حرکت، منقبض شوند، و دستگاه عصبی که سیگنال‌ها را ارسال و پردازش می‌کنند، هستند. آن‌ها همچنین دستگاه گوارش داخلی دارند. سلول‌های یوکاریوتی در تمام جانوران به وسیله غشای خارج سلولی ساخته شده از کلاژن و گلیکوپروتئین مشخص می‌شوند. این خود سبب شکل‌گیری ساختارهایی چون صدف، استخوان و سیخک می‌شود، چهارچوبی که بر اثر آن سلول‌ها قادر به حرکت و در طول توسعه و بلوغ شناسایی می‌شوند و این چهارچوب آناتومی پیچیده لازم را برای تحرک فراهم می‌سازد.

## روابط متقابل انسان

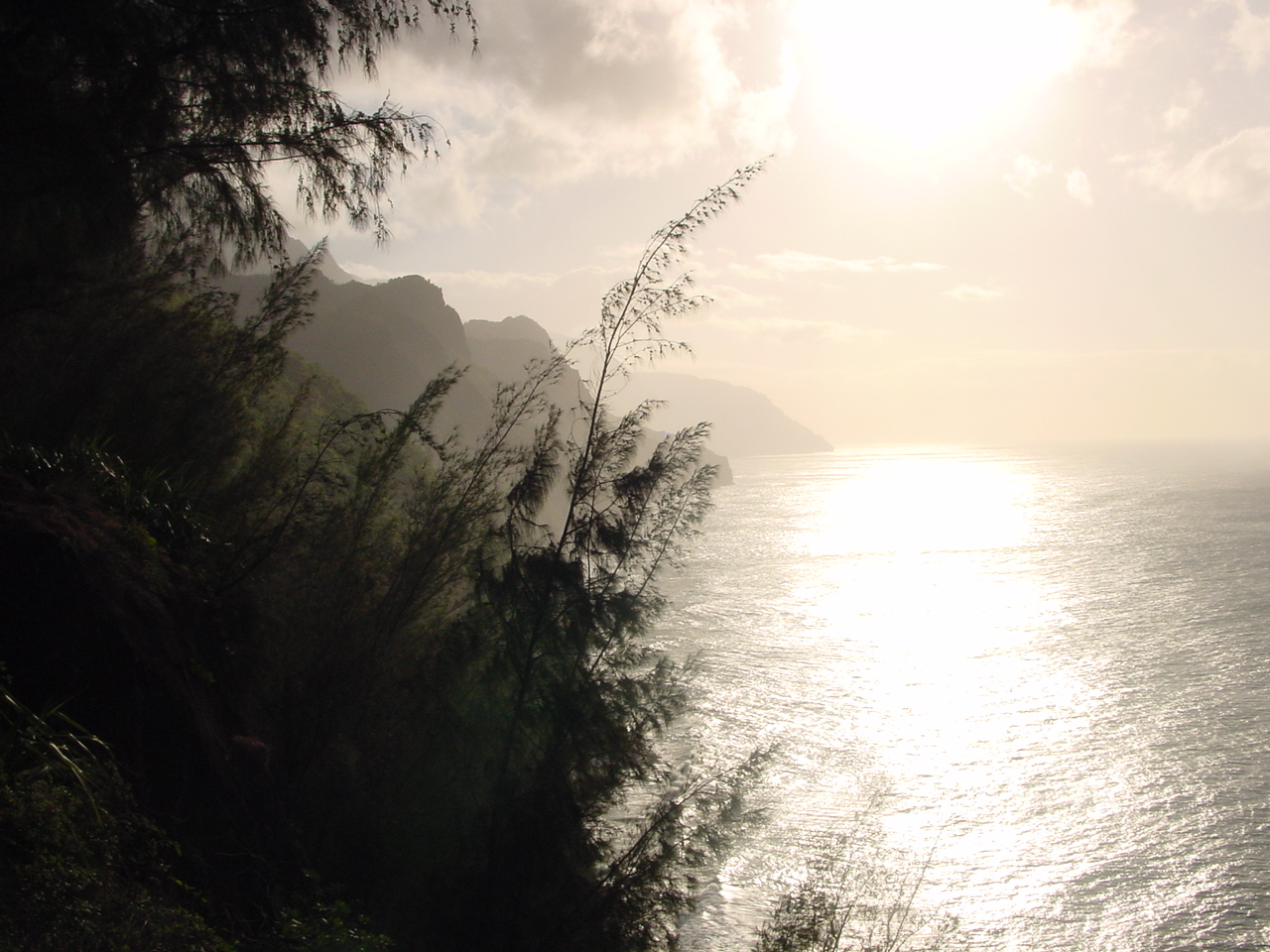
با وجود زیبایی طبیعی، دره‌های دور افتاده ساحل ناپالی در هاوائی، به دلیل وجود گونه‌های مهاجم مانند دم‌اسب‌درختیان تغییر یافته‌اند.

ضربه (Impact) انسانی
اگرچه انسانها فقط یک نسبت کوچک از کل زیست توده موجود در زمین را تشکیل می‌دهد، اما تأثیر انسان بر طبیعت به‌طور نامتناسبی زیاد است. به دلیل وسعت تأثیر بشر، مرز بین آنچه که انسان آن را به عنوان طبیعت می‌شناسد و محیط‌های مصنوعی، جز در اندک مواقعی مشخص نیست. حتی در این موارد اندک نیز، میزان محیط طبیعی که خالی از تأثیر بشر باشد، به‌طور مداوم با سرعت بالایی در حال کاهش است. مطالعه‌ای که در سال ۲۰۲۰ در نیچر منتشر شد نشان داد که جرم انسان‌زا (مواد ساخته شده توسط بشر) بیش از همه زیست توده موجود در زمین است و پلاستیک بیش از جرم همه جانداران زنده خشکی‌ها و دریاها است. و طبق تحقیقی که در سال ۲۰۲۱ در Frontiers in Forests and Global Change منتشر شد، فقط حدود ۳٪ سطح زمین از نظر زیست‌محیطی و از لحاظ جسمی دست نخورده است و دارای ردپای انسانی کم و جمعیت سالم از گونه‌های جانوری بومی است.
توسعه فناوری توسط نسل بشر اجازه بهره‌کشی از منابع طبیعی بیشتری را داده و به کاهش برخی از خطرات ناشی از خطرات طبیعی کمک کرده است. علیرغم این پیشرفت، سرنوشت تمدن بشری، همچنان با تغییرات در محیط، پیوند نزدیکی دارد. یک حلقه بازخورد بسیار پیچیده بین استفاده از فناوری پیشرفته و تغییرات در محیط وجود دارد؛ که فقط به تازگی و با سرعت کمی قابل فهم می‌شوند. تهدیدهای به‌وجود آمده توسط انسان برای محیط طبیعی زمین شامل آلودگی، جنگل زدایی و بلایایی مانند نشت نفت است. انسان‌ها در انقراض بسیاری از گیاهان و جانوران نقش داشته‌اند، با حدود ۱ میلیون گونه که در طی دهه‌ها در معرض انقراض قرار دارد. از کم شدن تنوع زیستی و عملکردهای اکوسیستم طی نیم قرن اخیر ضربه‌ای به میزان کمک طبیعت بر کیفیت زندگی انسان زده است و ادامه روند نزولی می‌تواند تهدید بزرگی برای ادامه وجود تمدن بشری باشد، مگر اینکه یک اصلاح سریع در مسیر انجام شود. ارزش منابع طبیعی برای جامعه بشری در قیمت‌های بازار منعکس نمی‌شود زیرا بیشتر منابع طبیعی به صورت رایگان در دسترس هستند. این باعث به هم ریختن قیمت‌گذاری منابع طبیعی بازار می‌شود و در عین حال منجر به کم-سرمایه‌گذاری در دارایی‌های طبیعی ما می‌شود. هزینه جهانی سالانه یارانه‌های عمومی که به طبیعت آسیب می‌رسانند، با محافظه‌کاری ۴ تا ۶ تریلیون دلار (میلیون میلیون) تخمین زده می‌شود. محافظت‌های نهادی از این کالاهای طبیعی، مانند اقیانوس‌ها و جنگل‌های بارانی، وجود ندارد. دولت‌ها مانع این عوامل اقتصادی نشده‌اند.
انسان‌ها از طبیعت برای فعالیت‌های اوقات فراغت و اقتصادی استفاده می‌کنند. دستیابی به منابع طبیعی برای مصارف صنعتی همچنان جزء اجزای اصلی در سیستم اقتصادی جهان است.
برخی فعالیت‌ها، مانند شکار و ماهی‌گیری هم برای تأمین معاش و هم برای گذران اوقات فراغت، اغلب توسط افراد مختلف مورد استفاده قرار می‌گیرد. کشاورزی برای نخستین بار در حدود هزاره نهم (پیش از میلاد) استفاده شد. از تولید غذا گرفته تا انرژی، طبیعت بر ثروت اقتصادی تأثیر می‌گذارد.
اگرچه انسان‌های گذشته به منظور تغذیه، مواد گیاهی کشت نشده را جمع‌آوری می‌کردند و از خواص دارویی گیاهان برای درمان بیماری‌ها استفاده می‌کردند، در بسیاری از استفاده‌های مدرن، گیاهان از طریق کشاورزی به دست می‌آیند. پاکسازی قطعات بزرگ زمین برای رشد محصولات سبب کاهش چشم‌گیر مساحت جنگل‌ها و تالاب‌های در دسترس گشته، و سبب نابودی زیستگاه بسیاری از گونه‌های گیاهی و جانوری و افزایش فرسایش، شده است.

### زیبایی طبیعت

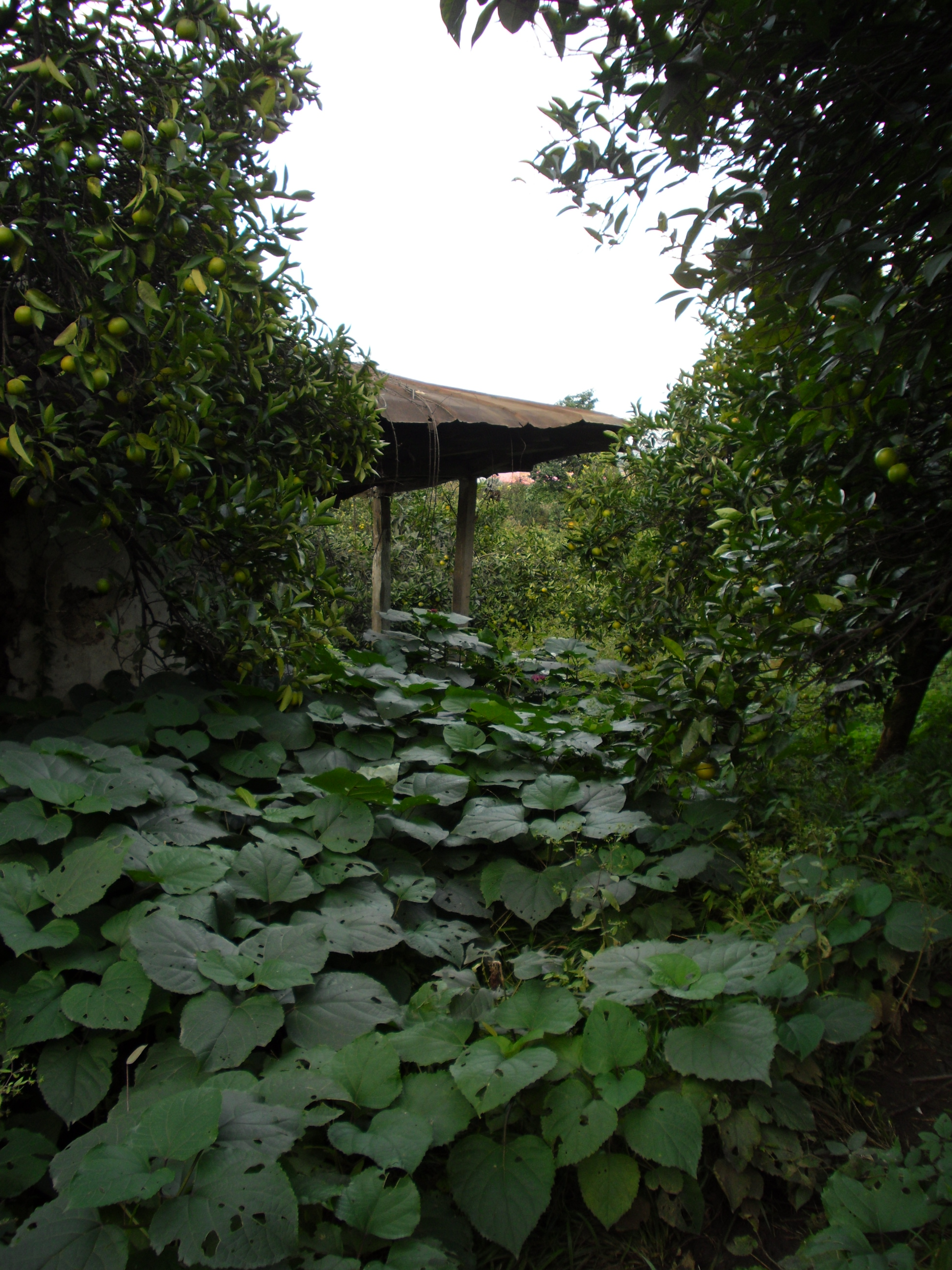
روستائی در شرق گیلان، ایران: زیبایی طبیعت که در مبحث علمی انسان، طبیعت و هنر مطالعه می‌شود؛ از مباحث علمی پایه در فلسفه هنر می‌باشد.

به‌طور تاریخی، زیبایی طبیعت، موضوعی متداول در هنر و کتاب‌ها بوده است و همواره بخش عظیمی از کتاب‌خانه‌ها و کتاب‌فروشی‌ها را به خود اختصاص می‌دهد. طبیعت در هنر، عکاسی و شعر مجسم و ستوده شده است و ادب و هنر قدرتی را که افراد بسیاری را وابسته به طبیعت و زیبایی می‌کند، نشان می‌دهد. دلیل اینکه چرا این وابستگی وجود دارد و این وابستگی شامل چه چیزهایی است، در شاخه‌ای از فلسفه با نام زیبایی‌شناسی مطالعه می‌شود. فراتر از ویژگی‌های معین ساده‌ای که بسیاری از فلاسفه برای توضیح آنچه که زیباست موافقت دارند، عقاید تقریباً پایان ناپذیرند. طبیعت و حیات وحش در دوران مختلف تاریخ جهان موضوع مهمی بوده‌اند. سنت اولیه نقاشی منظره در چین و در طول دوره حکومت سلسله تانگ (۶۱۸–۹۰۷) آغاز شد. سنت نشان دادن طبیعت به آن شکلی که هست، به یکی از اهداف نقاشی چینی تبدیل شد و تأثیر چشمگیری بر هنر آسیا گذاشت.
اگرچه عجایب طبیعی در مزامیر و کتاب ایوب ستوده شده‌اند، در قرن ۱۸ ام تصاویر طبیعت وحش در هنر و به خصوص در کارهای جنبش رمانتیک رواج بیشتری یافتند. هنرمندان بریتانیایی، جان کانستبل و ویلیام ترنر توجه خود را معطوف به اسیر زیبایی طبیعت در نقاشی‌های خود کردند. پیش از آن، نقاشی‌ها در درجه اول دربارهٔ صحنه‌های دینی و انسان‌ها بودند. شاعر معروف، ویلیام وردزورث در حالی شگفتی طبیعت را توصیف کرد، که پیش از آن طبیعت به عنوان مکانی ترسناک قلمداد می‌شد. ارزش طبیعت به‌طور فزاینده‌ای به بخشی از فرهنگ غربی تبدیل شد. این جنبش هنری با جنبش تعالی‌گرایی همزمان بود. یک ایده رایج طبقه‌بندی هنر زیبا، تقلید از طبیعت است. در قلب ایده‌های پیرامون زیبایی طبیعت این موضوع قرار دارد که کامل، در ضمن اشکال هندسی کامل و الگوهای طبیعی قرار دارد. همان‌طور که دیوید روزنبرگ گفته است «زیبایی ریشه در علم و هدف هنر دارد، و این بالاترین چیزیست که انسانیت خواهان دیدنش است.»

## ماده و انرژی

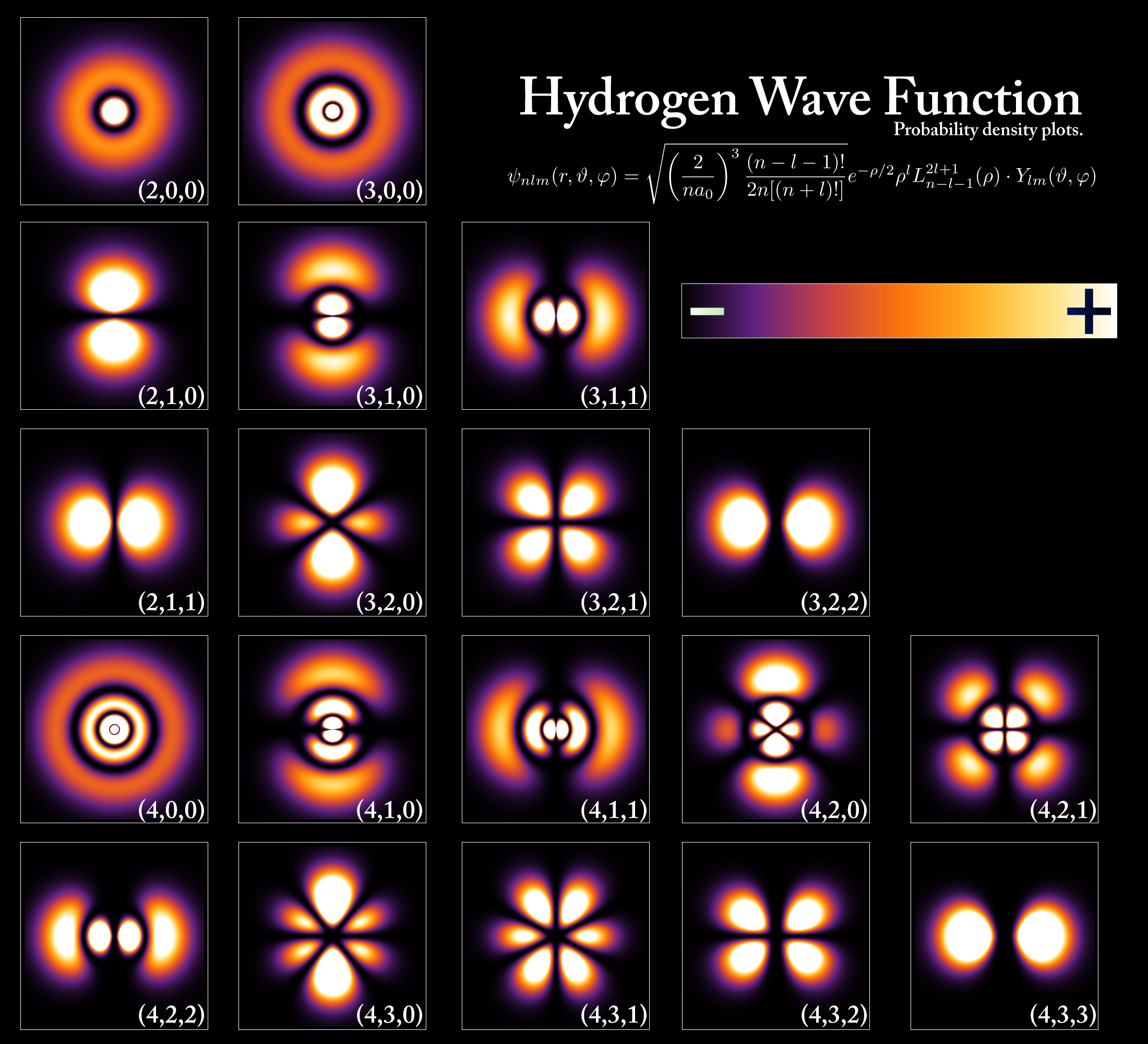
چند اوربیتال اتمی اول در اتم هیدروژن که مقطعی از آن‌ها که احتمال حضور الکترون در آن بیشتر است با کد رنگی نشان داده شده است.

برخی رشته‌های علمی، طبیعت را به عنوان ماده‌ای در حال حرکت می‌دانند، که از قوانین خاصی پیروی می‌کند و علم به دنبال درک آنهاست. به همین دلیل، اساسی‌ترین علم قابل درک برای عموم، فیزیک است–واژه‌ای که معنای مطالعه طبیعت را دارد.
به‌طور معمول، ماده همان چیزیست که اجسام فیزیکی را ساخته است. او جهان قابل مشاهده را می‌سازد. امروزه تصور بر اینست که اجزای قابل مشاهده ۴٫۹ درصد جرم کلی جهان را تشکیل می‌دهند. باقی ماندهٔ جرم شامل ۲۶٫۸ درصد ماده تاریک سرد و ۶۸٫۳ درصد انرژی تاریک است. طبیعت دقیق این اجزا هنوز نامعین است، و فیزیک دانان با جدیت به دنبال یافتن آنند.
به نظر می‌رسد رفتار ماده و انرژی در سراسر جهان قابل مشاهده، از قوانین فیزیکی قابل تعریفی پیروی می‌کند. این قوانین به کار گرفته شده‌اند تا مدل‌های کیهان‌شناسی فیزیکی را تولید کنند که ساختار و روند تکامل جهانی را که ما می‌بینیم، با موفقیت توصیف کنند. عبارات ریاضی این قوانین فیزیکی شامل مجموعه‌ای از بیست ثابت فیزیکی هستند که به نظر می‌رسد در سراسر جهان قابل مشاهده، ثابتند. مقدار این ثابت‌ها با دقت زیادی اندازه‌گیری شده است٬اما دلیل این مقادیر نامعلوم است.

### فراتر از زمین

سیاره‌های منظومه شمسی (اندازه‌ها مطابق مقیاسند ولی فواصل و روشنایی‌ها مقیاسی ندارند).

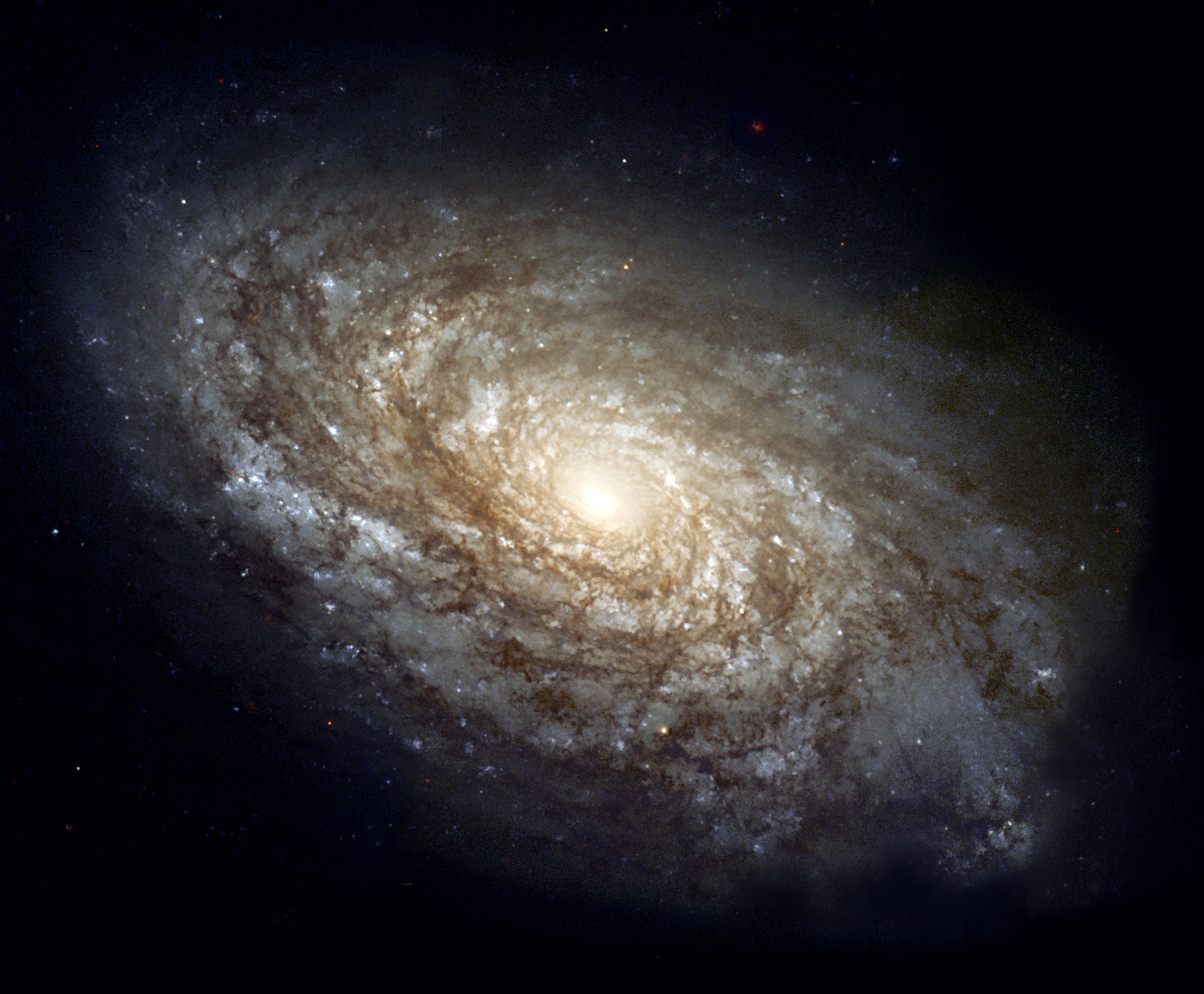
ان‌جی‌سی ۴۴۱۴ یک کهکشان مارپیچی در صورت فلکی گیسو است که قطرش ۵۶۰۰۰ سال نوری و فاصله‌اش از زمین تقریباً ۶۰ میلیون سال نوریست.

فضای خارجی که به عبارتی ساده‌تر فضا نام دارد، به مناطق نسبتاً خالی گیتی خارج از جوهای اجرام آسمانی گفته می‌شود. فضای خارجی با فضای هوایی (موقعیت زمینی) متمایز است. از آن جا که غلظت هوای اتمسفر، به‌طور مداوم با افزایش ارتفاع کاهش می‌یابد، نمی‌توان مرز دقیقی بین جو زمین و فضا قایل شد. فضای خارجی داخل منظومه شمسی، فضای بیرونی نام دارد که تا فضای بین ستاره‌ای با اسم هلیوسفر ادامه دارد.
فضای خارجی به میزان اندکی با انواع مختلف مولکول‌های آلی پر گشته که تا به امروز به وسیلهٔ طیف‌نگاری مایکرو ویوی و تابش زمینه کیهانی کشف شده که از واقعه مه‌بانگ و پیدایش جهان باقی مانده است. همچنین پرتوهای کیهانی در فضا بخش شده‌اند، که شامل یونیزه شدن هسته‌های اتمی و ذرات زیراتمی متنوع می‌شوند. به علاوه در فضا گاز، پلاسما، گرد و غبار و شهاب‌وارهای کوچک وجود دارند. همچنین امروزه در فضای خارجی نشانه‌های حیات مانند مواد باقی مانده از پرتاب‌های بشری و غیر بشری قرار دارند که تهدید بزرگی برای فضاپیماها به‌شمار می‌آیند. برخی از این زباله‌های فضایی به اتمسفر بازمی‌گردند.
اگرچه در حال حاضر سیارهٔ زمین تنها سیاره منظومه شمسیست که حیات در آن شناخته شده است، شواهد فعلی پیش‌بینی می‌کنند که در گذشته دور مریخ در سطح خود دارای بدنه‌های آبی بود. ممکن است برای مدتی کوتاه، در سطح مریخ حیات پدید آمده باشد. گرچه، در حال حاضر بیشتر آب باقی مانده در سطح مریخ منجمد شده است. اگر در مریخ حیات وجود داشته باشد، باید در زیر خاک و جایی که هنوز آن‌جا آب قرار دارد، آن را جستجو کرد.
شرایط بر روی سایر سیاره‌های زمین‌سان مانند تیر و ناهید نشان می‌دهد که آن‌ها برای داشتن حیات بسیار خشن‌اند. اما اروپا، چهارمین قمر بزرگ مشتری ممکن است زیر سطحش اقیانوسی از آب داشته و به‌طور بالقوه‌ای میزبان حیات باشد.
امروزه ستاره‌شناسان شروع به شناسایی آنالوگ‌های زمینی سیاره‌های فراخورشیدی (سیاره‌هایی که در دامنه زندگی فضا و پیرامون یک ستاره قرار دارند و از این رو ممکن است میزبان زندگی باشند) کرده‌اند.